# Angkor Wat
Angkor Wat (/ɑŋkɔr vɔt/ en camboyano: អង្គរវត្ត, Ângkôr Vôtt), escrito también en ocasiones Angkor Vat, es el templo hinduista más grande y también el mejor conservado de los que integran el asentamiento de Angkor. Está considerado como la mayor estructura religiosa jamás construida, y uno de los tesoros arqueológicos más importantes del mundo.
Ubicado 5,5 km al norte de la actual Siem Riep, en la provincia homónima de Camboya, Angkor Wat forma parte del complejo de templos construidos en la zona de Angkor, la antigua capital del Imperio jemer durante su época de esplendor, entre los siglos ix y xv. Angkor abarca una extensión en torno a los 200 km², aunque recientes investigaciones hablan de una posible extensión de 3000 km² y una población de hasta medio millón de habitantes.
Desde su construcción a principios del siglo xii [cita requerida]  y hasta el traslado de la sede real al cercano Bayón, a finales del mismo siglo, Angkor Wat fue el centro político y religioso del imperio. El recinto —entre cuyos muros se ha calculado que vivían 20 000 personas—, cumplía las funciones de templo principal, y albergaba además el palacio real.
Dedicado inicialmente al dios Vishnú, arquitectónicamente el templo combina la tipología hinduista del templo-monte —representando el monte Meru, morada de los dioses— con la tipología de galerías propia de períodos posteriores. El templo consta de tres recintos rectangulares concéntricos de altura creciente, rodeados por un lago perimetral de 3,6 km de longitud y de una anchura de 200 m. En el recinto interior se elevan cinco torres en forma de loto, alcanzando la torre central una altura de 42 m sobre el santuario, y 65 m sobre el nivel del suelo.
La palabra Angkor viene del jemer o camboyano   នគរ, Nokor, y a su vez de la voz sánscrita नगर, Nagara, que significa «capital», mientras que la palabra Wat es de origen jemer y se traduce como «templo». El nombre de Angkor Wat es en todo caso posterior a su creación, pues originalmente recibió el nombre de Preah Pisnokar, nombre póstumo de su fundador Suryavarman II.
Angkor Wat se ha convertido en un símbolo de Camboya, hasta el punto de figurar en la bandera de su país. El 14 de diciembre de 1992 fue declarado por la Unesco Patrimonio de la Humanidad.

## Historia

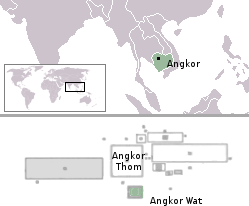
Ubicación.

Angkor Wat en la bandera de Camboya.

Angkor Wat es el máximo exponente de la arquitectura del Imperio jemer, cuyos primeros templos se remontan al siglo vi. El promotor de este gigantesco monte-templo fue Suryavarman II, quien reinó desde el año 1113 hasta el 1150 d. C. Suryavarman II alcanzó el poder tras asesinar al entonces rey Dharanindravarman, saltando sobre él mientras el monarca paseaba en su elefante, por lo que algunos historiadores opinan que las colosales dimensiones de este templo están motivadas en parte por el deseo de contrarrestar la aparente ilegitimidad de su reinado.
Según cuenta la leyenda, el rey quiso ubicar el templo en un lugar del agrado de los dioses, por lo cual soltó un buey en la llanura y resolvió construir el templo allí donde se tumbase. Sea cierta la leyenda o no, Suryavarman II estableció el templo junto a la antigua ciudad de Yashodharapura (que en sánscrito significa "ciudad sagrada"), ubicada a escasos kilómetros de la actual ciudad de Siem Reap, y al igual que sus predecesores, dispuso el palacio dentro del recinto amurallado del complejo. Los trabajos en el templo se interrumpieron a la muerte del rey y no fueron continuados, por lo que la construcción del complejo duró únicamente 37 años.
En 1177 Angkor fue saqueada por los Cham, un pueblo ubicado en el actual Vietnam y enemigo tradicional de los jemeres. Pocos años después, con el advenimiento del rey Jayavarman VII se expulsó a los invasores y se ampliaron las fronteras del imperio. Este importante rey, cuyo reinado se extendió desde el 1181 hasta el 1220 d. C., abandonó el hinduismo y se convirtió al budismo de la rama Mahāyāna, estableciendo la nueva capital en el cercano Angkor Thom, con Bayon como nuevo templo.
A finales del siglo xiii, el rey Jayavarman VIII retornó a las creencias hinduistas, destruyendo parte del legado de Jayavarman VII y mejorando algunos templos hinduistas, incluido Angkor Wat. A Jayavarman VIII le sucedió Srindravarman en 1295: este nuevo rey, que en los años anteriores había sido ordenado monje budista en Sri Lanka, cambió nuevamente la religión del imperio hacia el budismo, aunque adoptando esta vez las creencias de la rama Theravāda. Entre los siglos xiv y xv, el Imperio jemer vio llegar desde Sri Lanka a los primeros monjes budistas Theravadas, que transformarían los templos para la nueva religión. Fue en ese tiempo cuando el templo de Angkor Wat se remodeló para adaptarse al culto budista Theravāda, hechos que sucedieron poco antes del abandono final de Angkor.

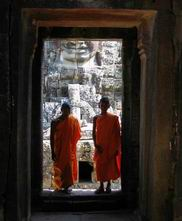
Los monjes de Angkor Wat fueron los únicos que permanecieron durante los siglos del abandono.

A pesar de la decadencia del imperio y del abandono de los templos durante los siglos siguientes, los monjes budistas permanecieron en Angkor Wat hasta que los franceses lo redescubrieron. En las galerías del Preah Poan —una galería cruciforme que sirve de entrada al tercer recinto del templo— se encontraron estatuas de Buda de madera, piedra y metal. Algunas de estas esculturas están datadas entre los siglos xvi y xviii, lo que confirma que el templo de Angkor, al contrario que otros de la zona, nunca fue abandonado. También la aparición de inscripciones en idiomas como el birmano o japonés permiten inferir la repercusión que tuvo el templo fuera de las fronteras camboyanas.
No se conocen con certeza las razones por las que Angkor fue abandonada: una de las más probables fue la decadencia del Imperio jemer, principalmente a causa de las incursiones mongolas (1283) y siamesas (entre 1369 y 1431), que evidenciaron la excesiva cercanía de la capital respecto a los invasores, por lo que los gobernantes pudieron determinar la búsqueda de un sitio más seguro al sur del lago Tonlé Sap, en las zonas cercanas a las actuales ciudades de Nom Pen y Udong. Además, la cercanía de estos nuevos emplazamientos al delta y al mar de la China les dotaba de una mejor situación estratégica para el comercio y el intercambio marítimo, tan importante en una región donde el transporte por tierra prácticamente se interrumpía en la época de lluvias. Se argumenta también la posibilidad de epidemias o hambrunas (motivadas quizá por la pequeña Edad de Hielo experimentada en la Edad Media), que obligaran a la monarquía a mover su trono hacia el sur. En cualquier caso, Angkor fue abandonada en 1432, y la nueva capital establecida en Lovek, cerca de la actual Nom Pen.
No obstante, Angkor fue nuevamente habitada en la segunda mitad del siglo xvi: en 1550, el rey Ang Chan (1516-1566) se trasladó a Angkor Thom, aunque mantuvo la capital en Lovek, y unos años después, en 1576, el rey Satha trasladó nuevamente la corte a Angkor. Como consecuencia de ello se realizaron diversas tareas de restauración en Angkor Wat, de las que queda constancia en una inscripción del año 1577. Sin embargo, esta nueva ocupación de Angkor duró poco, pues en 1594 los siameses conquistaron el débil imperio camboyano, y Angkor fue abandonada definitivamente.

### Descubrimiento en occidente

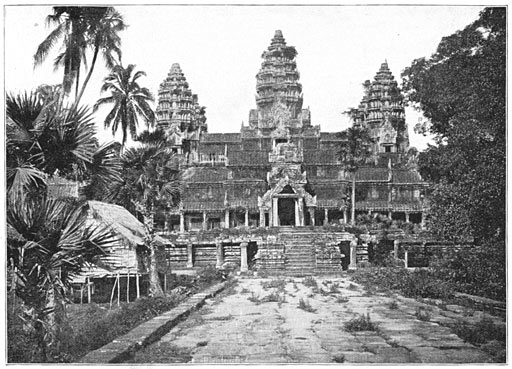
Fotografía de Angkor, tomada en 1866 por Emile Gsell.

Tras su abandono a finales del siglo xvi, Angkor fue sepultada por la selva, con la única excepción del templo de Angkor Wat, que permaneció habitado por monjes budistas.
Todavía persiste la leyenda de que Angkor Wat cayó en el olvido hasta que fue redescubierto a finales del siglo xix por el naturalista francés Henri Mouhot, quien se topó con el templo accidentalmente mientras cazaba mariposas. Esta historia es un mito, pues Mouhot no fue el primer occidental en visitar el templo, y este nunca fue completamente abandonado, permaneciendo en la memoria colectiva del pueblo jemer e incluso trascendiendo las fronteras de su imperio. La primera visita documentada de un occidental a Angkor Wat acaeció en el año 1586, y fue realizada por el fraile capuchino portugués António da Madalena. Las impresiones del fraile fueron recogidas por un funcionario e historiador portugués llamado Diogo do Couto, quien las dejaría por escrito:

"...uma construção de tal modo extraordinária que não é possível descreve-la por escrito, especialmente é diferente de qualquer outro edifício no mundo. Possui torres, decoração e todos os refinamentos que o génio humano pode conceber"
Diogo do Couto

("...una construcción de tal modo extraordinaria que no es posible describirla por escrito, especialmente diferente de cualquier otro edificio en el mundo. Posee torres, decoración y todos los refinamientos que el genio humano puede concebir")

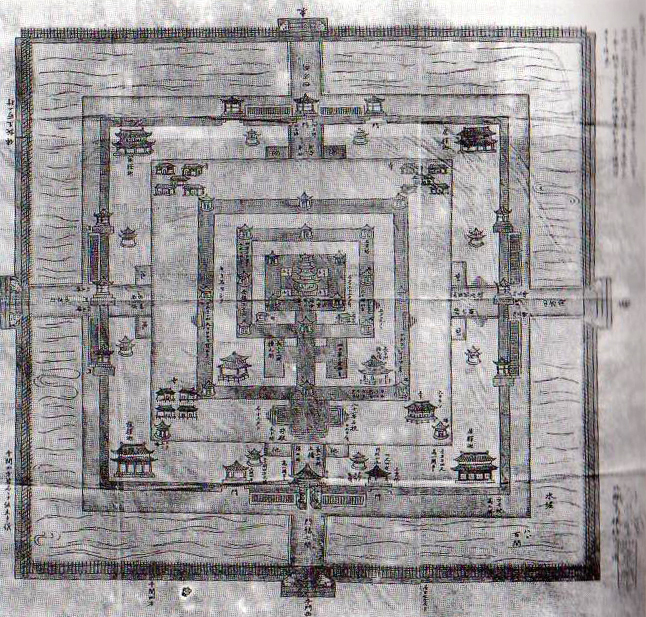
El plano más antiguo conservado de Angkor Wat (siglo xvii).

Tras esta visita, otros pioneros europeos, especialmente españoles y portugueses, continuaron visitando las ruinas, aunque sin obtener demasiada repercusión pública. También hay constancia de una carta de 1668 en la que un fraile francés de nombre Chevreul menciona el lugar. El templo también recibió visitas de oriente: el mapa más antiguo de Angkor Wat está fechado entre 1623 y 1636, y es obra de un peregrino japonés de nombre Kenryo Shimano.
En 1857, el misionero francés Charles Emile Bouillevaux fue el primero en dejar constancia "moderna" de la visita de un occidental a Angkor Wat, al publicar en su libro Viaje a Indochina 1848–1856, los Annam y Camboya, una breve reseña sobre la visita realizada al templo en el año 1850. Pero no fue sino hasta unos años después, en 1860, cuando un compatriota suyo, el naturalista y explorador Henri Mouhot, consiguió por fin atraer la atención popular hacia Angkor. Tras un viaje financiado por la Royal Geographical Society y la Zoological Society of London, los dibujos y la apasionada descripción del templo registrados en los cuadernos de viaje de este naturalista fueron publicados póstumamente en París en 1868, con el nombre de "Voyage dans les royaumes de Siam, de Cambodge et de Laos" (Viaje a los reinos de Siam, Camboya y Laos). En sus observaciones, el francés exaltaba la belleza y magnificencia del templo:

Uno de esos templos — rival del de Salomón, y erigido por algún antiguo Miguel Ángel—, podría ocupar un honorable lugar entre nuestros edificios más bellos. Es mayor que cualquiera de nuestros legados de Grecia y Roma, y presenta un triste contraste con el estado de barbarie en que ahora se halla sumida la nación
Henri Mouhot

En el año 1863, entre la visita de Mouhot y la publicación de sus cuadernos de viaje, Camboya se convirtió en protectorado francés, y varios grupos de exploradores llegaron a Angkor: uno de los primeros fue el fotógrafo escocés John Thomson, quien trabajó también para la Royal Geographical Society, y que tras leer las crónicas de Mouhot decidió visitar Angkor. En 1866 realizó una serie de cincuenta fotografías, especialmente de Angkor Wat, que se publicaron un año después. Estas fotos, junto con el Libro de Mouhot, lanzaron definitivamente a la fama el templo de Angkor Wat, mientras el número de viajeros y exploradores que arribaban en Angkor siguió en aumento.

### Restauración

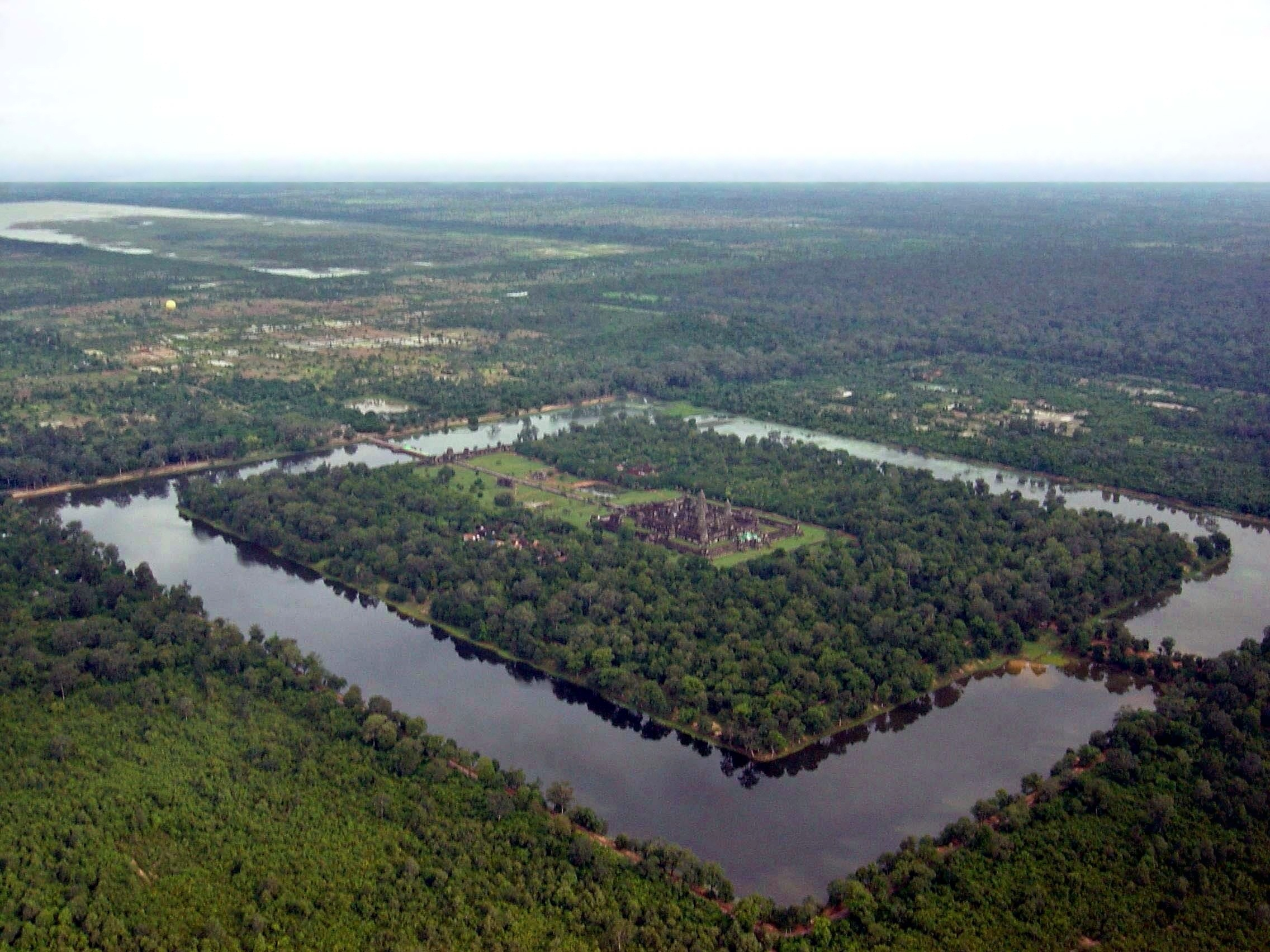
Vista aérea del complejo en la actualidad.

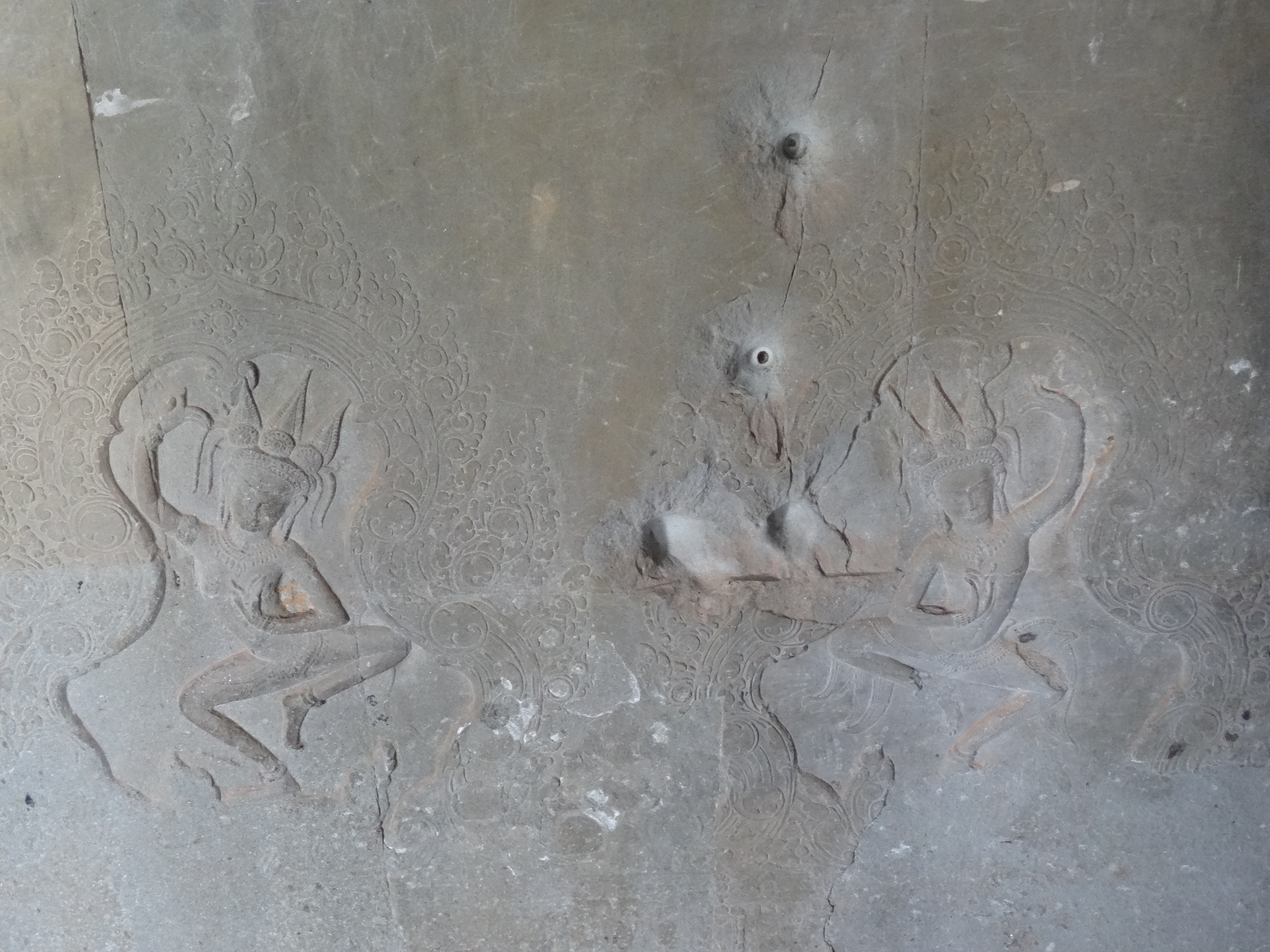
Agujeros de balas disparadas por los Jemeres Rojos y las tropas vietnamitas.

En 1898 se fundó la École Française d'Extrême-Orient con el propósito de estudiar el patrimonio artístico de la Indochina bajo dominio francés. En 1907 Siam (actual Tailandia) cedió varios territorios a Camboya, entre los que se encuentra la zona de Angkor. A raíz de este hecho la conservación de los monumentos pasó a ser responsabilidad de la École, que tan solo un año después inició las labores de conservación. La tarea se encomendó a un militar y administrativo francés llamado Jean Commaille, quien entre 1908 y 1910 decidió concentrar los esfuerzos en Angkor Wat. Tras el asesinato de Commaille en 1916, le sucedió en el puesto el arquitecto Henri Marchal, ya un verdadero técnico, quien llevó a Angkor el método de la anastilosis, aprendido de los holandeses durante un viaje a Java en los años 30. Marchal fue sucedido por Maurice Glaize en 1937 y por otros más tarde, hasta que los trabajos de restauración de la École fueron interrumpidos en los años 70 por la guerra civil camboyana y la revolución de los Jemeres Rojos, dirigidos por Pol Pot, los cuales llegaron a ocupar Angkor.
En 1993, un año después de la declaración de Angkor como Patrimonio de la humanidad, y a raíz de una conferencia intergubernamental en Tokio, Japón, se estableció un Comité de Coordinación Internacional para restaurar y preservar el patrimonio de Angkor, presidido por japoneses y franceses. Paralelamente, el gobierno camboyano creó la APSARA (Autoridad para la gestión y protección de Angkor y la región de Siem Reap) con el objetivo de obtener el estatus permanente de Patrimonio de la humanidad por parte de la UNESCO; un estatus que se consiguió en el año 1995.
Diversos equipos de varios países han intervenido o todavía continúan las labores de restauración en el templo: un equipo alemán se encargó de restaurar los relieves de apsaras; un equipo italiano se encargó del lago, y varios equipos japoneses han realizado distintas intervenciones, destacando las restauraciones de la esquina norte del muro oeste (iniciada en 1995) y de la biblioteca norte.
Al igual que en otros templos de Angkor, la mayoría de las labores de restauración se llevan a cabo mediante el método de la "reintegración" o anastilosis; un proceso de reconstrucción consistente en reubicar las piezas originales derruidas, o en algunos casos incluso en elaborar nuevamente las piezas faltantes —siempre y cuando exista información suficiente para hacerlo fielmente—. Otra técnica utilizada consiste en desmontar pieza por pieza el monumento para proceder a su limpieza y/o a su consolidación, para posteriormente restituirlo a su estado original.

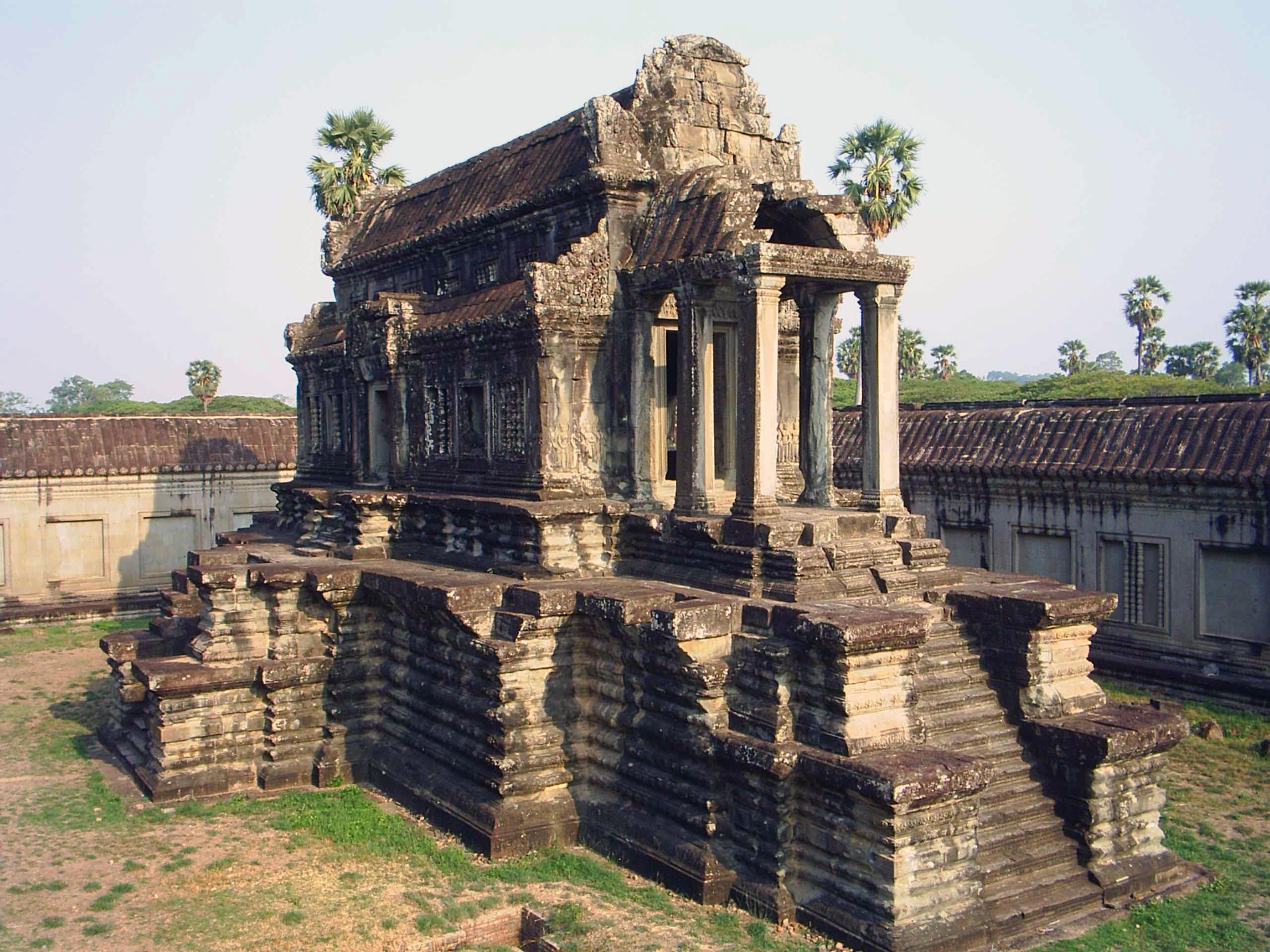
Una de las bibliotecas. A pesar de su nombre, no hay certeza sobre la función original de estos edificios.

Pero las labores de restauración no siempre han sido las más adecuadas: entre 1986 y 1992 el Servicio arqueológico de la India mantuvo un proyecto para retirar toda la vegetación, musgo y líquenes hallados en las piedras. En esta limpieza el equipo indio empleó algunos productos químicos dañinos a medio plazo para la piedra, lo que les valió las críticas de varios arqueólogos occidentales. En los años siguientes, el equipo alemán encargado de las apsarās encontró muestras de este deterioro en algunos de los bajorrelieves. Además, recientemente se ha alertado sobre la presencia de una bacteria que podría estar acelerando la degradación de la superficie de las piedras, y cuya proliferación podría deberse a la ausencia de unos minúsculos líquenes eliminados durante las labores de limpieza y restauración.
Tampoco las primeras intervenciones francesas en el templo han estado exentas de críticas: varias de las actuaciones más antiguas, efectuadas sobre monumentos cuya integridad estructural estaba amenazada, se resolvieron apresuradamente y sin los medios adecuados. Como resultado, hoy en día pueden verse pilares reforzados con abrazaderas metálicas oxidadas, emplastes de hormigón rellenando o incluso rodeando pilares dañados, o barras de acero embutidas en la piedra; unas intervenciones procedentes de la época de Henri Marchal, y generalmente disculpadas como un "mal menor". Sin embargo, una de las intervenciones francesas más criticadas fue la reconstrucción de un antiguo artesonado de madera empleando hormigón en lugar del material original, una obra realizada en la galería sur del templo en tiempos más recientes. Al parecer, el techo de madera original desapareció en la década de los 70, utilizado por las guerrillas de los jemeres rojos para hacer lumbre. No fueron estos los únicos daños contemporáneos que ha sufrido el templo: también un proyectil perdido estadounidense destruyó uno de los pabellones. No obstante, los mayores daños proceden del pillaje y el contrabando de antigüedades que ha padecido el templo en las últimas décadas, especialmente durante los 90. Afortunadamente la concienciación popular y la creciente vigilancia, tanto por parte gubernamental como por la UNESCO, parecen estar mejorando ostensiblemente la situación.

## Arquitectura

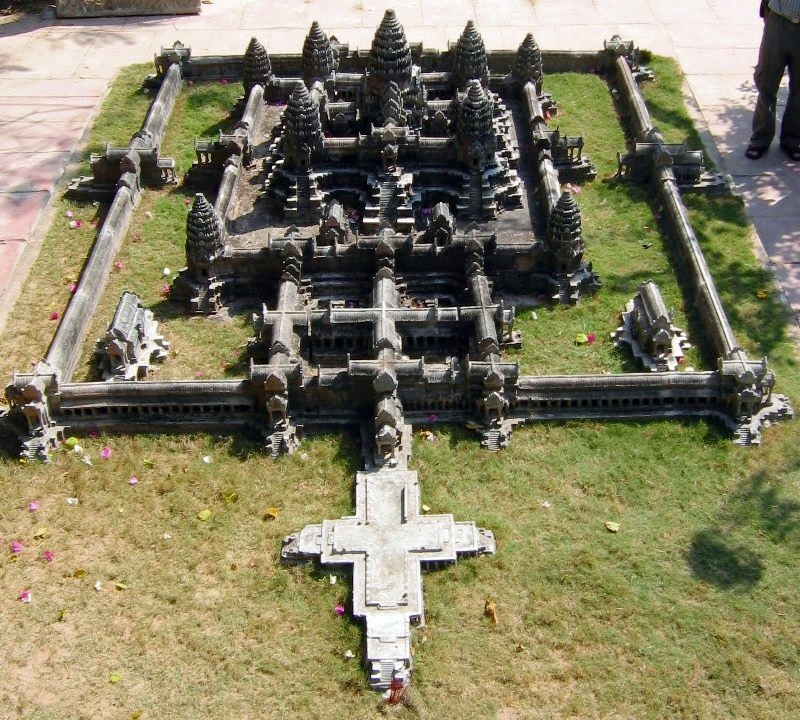
Maqueta del templo central.

Desde un punto de vista estilístico, el templo se encuadra dentro del llamado "estilo angkoriano", que es la etapa artística más madura y refinada en la evolución de la arquitectura jemer y también la última de influencia puramente hinduista.
Los templos jemeres no se concebían como lugares para la reunión de los fieles sino que servían de morada para los dioses, por lo que solo la élite religiosa y política del país tenía acceso a los recintos centrales. Angkor Wat presenta además la particularidad de ser un templo cuya finalidad última era servir de tumba para el rey. Este planteamiento de los templos jemeres ocasiona que sus zonas más sagradas carezcan de grandes entradas o espacios ceremoniales, y que en cambio se centre la atención en la percepción exterior del templo. Tanto las terrazas como las torres de Angkor Wat están diseñadas para ser percibidas armoniosamente desde el exterior, y sus alturas y modulación tienen en cuenta los efectos de la perspectiva. En los prasat se emplean estrategias como la de reducir paulatinamente la altura de las sucesivas terrazas o el tamaño de los detalles en la torre a medida que la construcción se eleva: esto produce en el observador la sensación de encontrarse ante una construcción más alta de lo que realmente es. También la relación entre la distancia y altura de las torres de Angkor Wat está calculada para presentar una escenificación homogénea desde la entrada del templo, sin que los elementos más cercanos lleguen a ocultar a los más lejanos.
Angkor Wat materializa el esquema "clásico" del templo-monte jemer de la etapa angkoriana, consistente en un prasat (templo piramidal) central rodeado de varios patios concéntricos de altura descendente y forma cuadrangular (pues el cuadrado simbolizaba la perfección), y rematados en sus esquinas con nuevos templos menores. Completan el conjunto dos bibliotecas exentas en simetría con el eje central, siendo todo ello finalmente circunvalado por un nuevo muro y un lago. Esta configuración recrea un microcosmos del universo hindú: su gran lago perimetral evoca los océanos, mientras que los distintos recintos concéntricos simbolizan las distintas alturas del Monte Meru. Los Prasats o torres piramidales simulan los picos de las montañas, siendo el prasat central el propio monte Meru y los demás las montañas que lo circundan. El propio recorrido, con sus sucesivas subidas a través de empinadísimas escaleras, representa la ascensión al monte.
La construcción, de 1500 x 1300 m de lado, ocupa una extensión rectangular de aproximadamente 200 hectáreas, incluyendo un lago perimetral de 190 m de anchura. El complejo puede dividirse en dos zonas diferenciadas: el gran recinto exterior delimitado por el muro perimetral, y la plataforma central sobre la que se elevan el conjunto de tres recintos concéntricos, y que constituyen el "templo" en sí.

### Recinto exterior

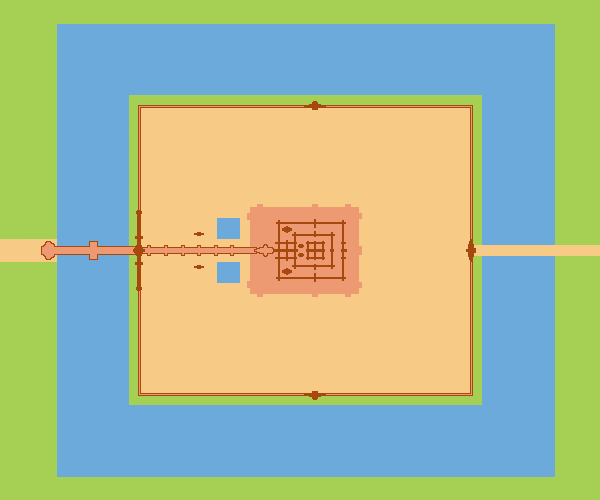
Planta general de Angkor Wat.

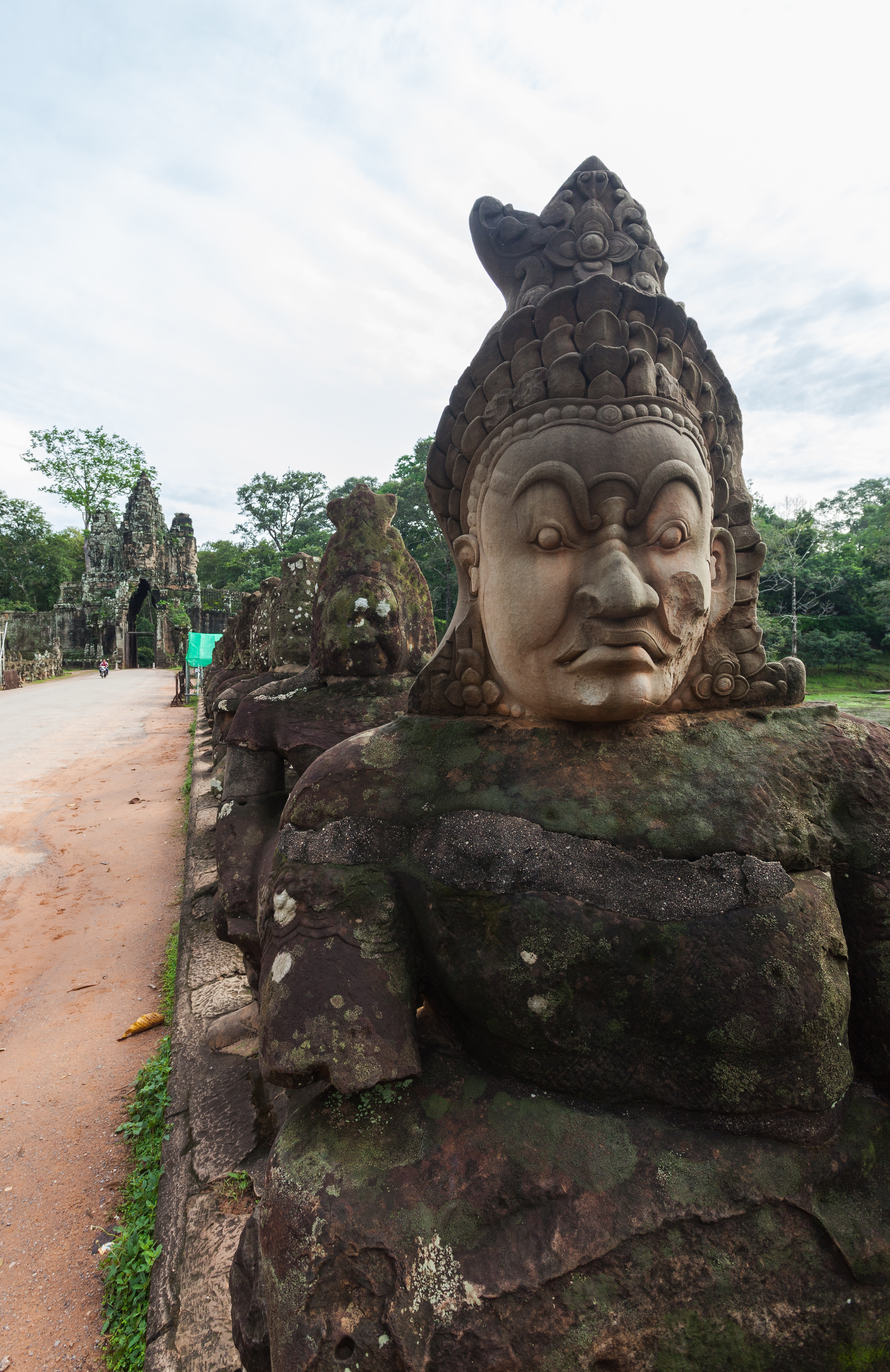
Estatuas en la puerta sur.

El recinto exterior, rodeado por el lago, tiene unas dimensiones de 1025 x 800 m, ocupando 82 hectáreas. El perímetro del lago, que tiene una longitud total de 5,5 km, está escalonado con varias hileras de piedra. Dos pasarelas de 12 m de anchura y adornadas con una balaustrada con la típica forma de Naga (serpiente mítica con aspecto de cobra y 5 o 7 cabezas), cruzan el lago al este y al oeste, permitiendo la entrada y salida al templo.
El recinto está cerrado por un muro de laterita de 5 m de altura sobre el que se asienta un pórtico de 235 m de longitud que posee un corredor columnado en su parte exterior. En el pórtico destacan tres torres marcando sendas entradas: la principal consiste en una gopura o pabellón de entrada, precedida por un pequeño porche, flanqueada por dos entradas menores, habilitadas al parecer para permitir el paso de los elefantes y carruajes.
Quizá por ser un templo funerario para el rey, o quizá por estar dedicado al dios Vishnú (asociado al cuadrante oeste del universo), Angkor Wat, al contrario que el resto de templos, se orienta hacia el oeste. Por este motivo, la dirección de las historias narradas en los relieves del templo han de leerse en el sentido contrario a las agujas del reloj.
Desde la entrada oeste hasta los tres recintos concéntricos del templo central se desarrolla un camino elevado de 10 m de anchura y 352 m de longitud, también flanqueado con nagas. Cada 50 m la balaustrada se interrumpe con dos escaleras simétricas que permiten descender el metro y medio que separa el camino del suelo. En el amplio terreno de este primer recinto se ubicaba el palacio real y se alojaba la población permanente del templo, pero debido a lo perecedero de las estructuras en las que habitaban, hoy en día apenas quedan vestigios, aparte de los dos edificios de piedra exentos que cumplían la función de bibliotecas, situados también de forma simétrica al camino central. Los dos grandes lagos rectangulares de aproximadamente 50 m de anchura que aparecen al final de este recorrido central fueron construidos con fecha posterior al templo original. Actualmente el terreno alberga además un pequeño asentamiento de monjes budistas y otro pequeño poblado en el lado opuesto del templo, todos ellos de construcción mucho más reciente y sin interés arquitectónico.
El camino desemboca en una terraza de planta cruciforme con dos niveles, y esta a su vez conduce a la gran plataforma de 258 x 332 m sobre la que se asienta el templo central.

### Templo central

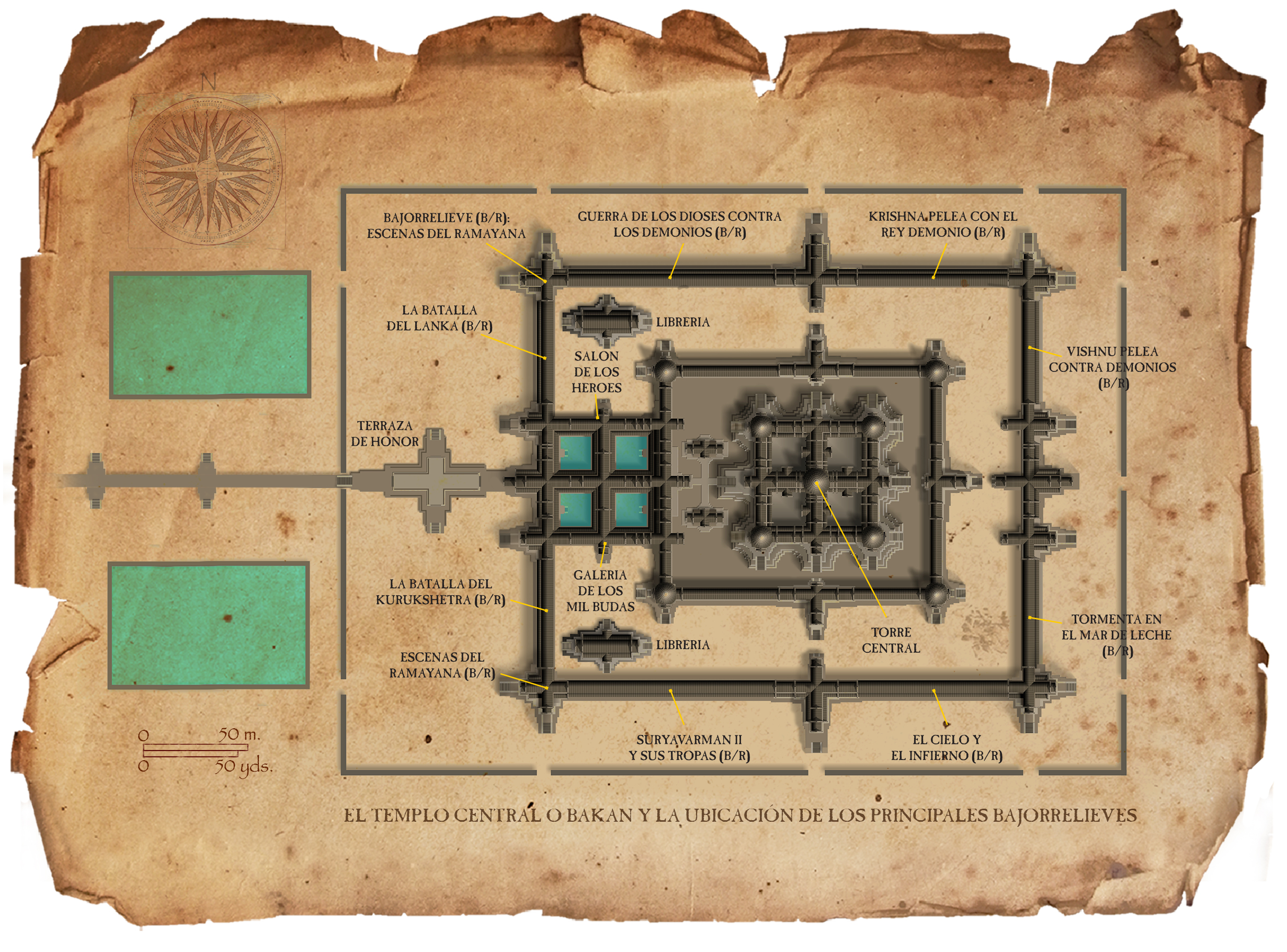
El Bakan, recinto central de Angkor Wat.

El núcleo de Angkor Wat, o el templo principal, se denomina Bakan. Este sufrió una transformación a finales del siglo xvi para acomodarse a los requisitos de las estupas budistas. El templo se apoya sobre una gran plataforma, y está dividido en tres recintos de altura creciente, delimitados por corredores columnados y con pabellones en los extremos: el tercer recinto, o recinto exterior, carece de torres, y sus relieves están dedicados al rey constructor del templo, Suryavarman II. Los recintos segundo y tercero sí poseen torres sobre sus pabellones. El recinto segundo carece de bajorrelieves, mientras que los relieves del primero están dedicados al dios Vishnú.
Aunque los recintos son concéntricos, no son totalmente simétricos: entrando por el este existe más espacio entre el segundo y tercer recinto (el más exterior). En este lado se abrieron tres entradas en lugar de la única entrada practicada en el resto de orientaciones. Tres galerías comunican el tercer recinto con el segundo, continuando cada una de las tres entradas del lado este. Una galería conecta perpendicularmente las tres galerías por su punto medio, creando una estructura cruciforme denominada Preah Poan. Entre las galerías del Preah Poan aparecen cuatro fosos que originalmente estaban inundados y eran utilizados con fines rituales. En los siglos posteriores, esta zona del templo adquirió especial relevancia, al servir como lugar de almacenamiento para multitud de estatuas de buda, recibiendo el nombre de "galería de los mil budas". La gran mayoría de estas estatuas fueron saqueadas, o retiradas por motivos de seguridad a principios de los años 70. Al norte y sur del Preah Poan aparecen dos nuevas bibliotecas exentas.

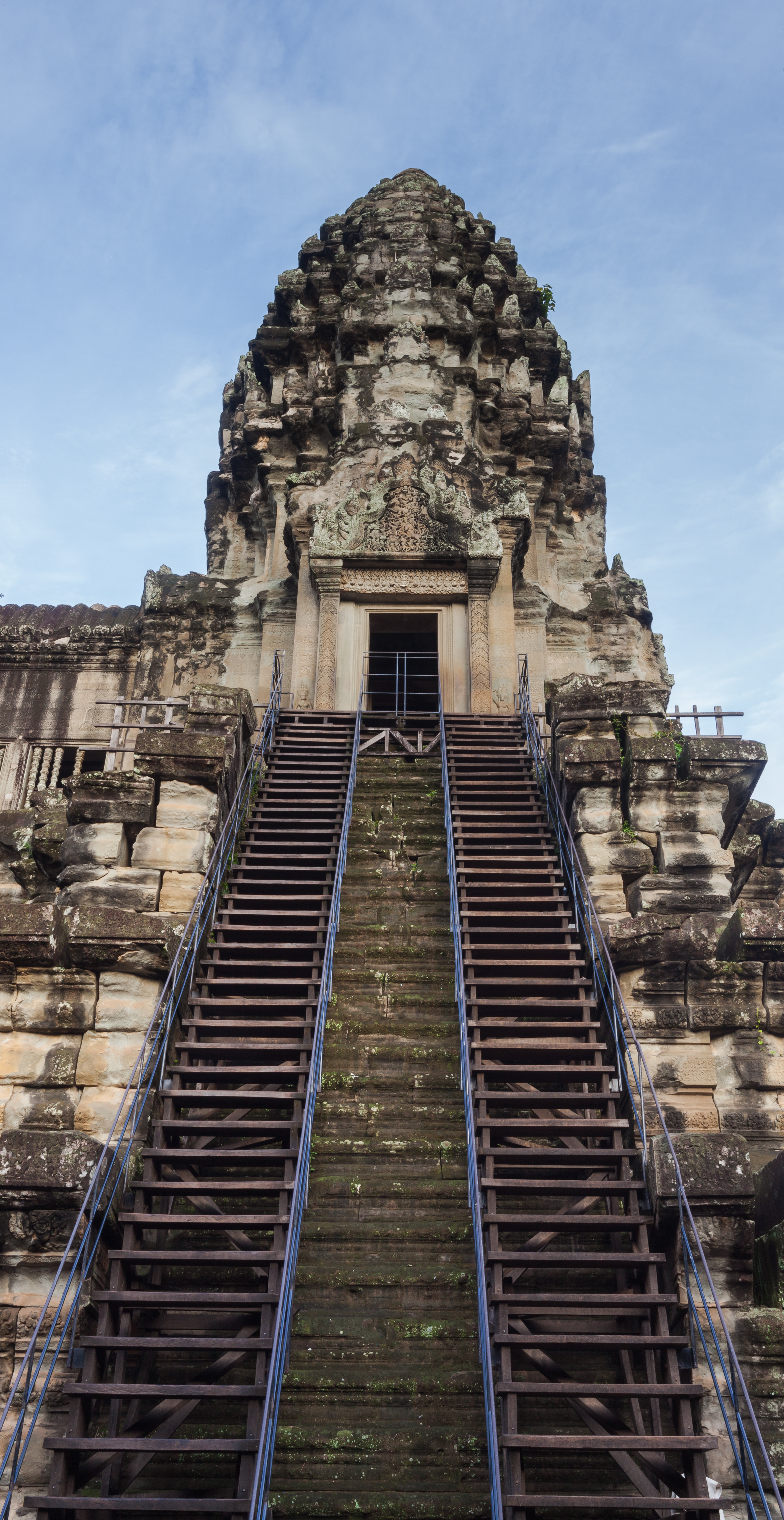
Escaleras de acceso al primer recinto.

Se accede al segundo recinto subiendo unas empinadas escaleras, que según la iconografía hindú simbolizan el ascenso a la montaña de los dioses. En el segundo recinto, de 115 x 100 m, también aparecen dos nuevas bibliotecas más pequeñas. Este segundo recinto o nivel ya no era accesible para el pueblo, por lo que su arquitectura cambia: los muros exteriores son ciegos, y la galería solo se abre al interior mediante ventanas atravesadas por columnas de complejo relieve. Dentro del segundo recinto aparece la plataforma del recinto central, elevada entre 11 y 13 metros según las distintas fuentes, y a la que se accede mediante empinadísimas escaleras con pendientes en torno a los 70°, salvo en el lado oeste, siguiendo la dirección principal, donde la pendiente es de 50.º.
El primer recinto, accesible solo para el rey y el sumo sacerdote, es un cuadrado de 60 metros de lado que contiene, dispuestos en quincuncio, los 5 Prasat o templos piramidales que representan los picos del Monte Meru. Los cinco templetes están conectados entre sí mediante nuevos corredores que generan cuatro patios, similares a los del Preah Poan. El prasat central es mayor que los demás, y en su base alberga un amplio nicho de 4,6 m de lado donde se alojaba una estatua de Vishnú. El nicho disponía originalmente de aperturas a los cuatro puntos cardinales, pero tras la reconversión al culto budista, se trasladó la estatua y se cegaron las puertas para esculpir en ellas imágenes de Buda.
En 1908 se abrió una de las cuatro entradas del prasat central, y en 1934 se descubrió un foso de 25 m de profundidad, bajo el lugar donde debía haber descansado la estatua de Vishnú. El foso guardaba únicamente dos hojas de oro y cuatro más pequeñas junto con dos zafiros blancos, por lo que se cree que el tesoro fue saqueado con anterioridad.

## Decoración

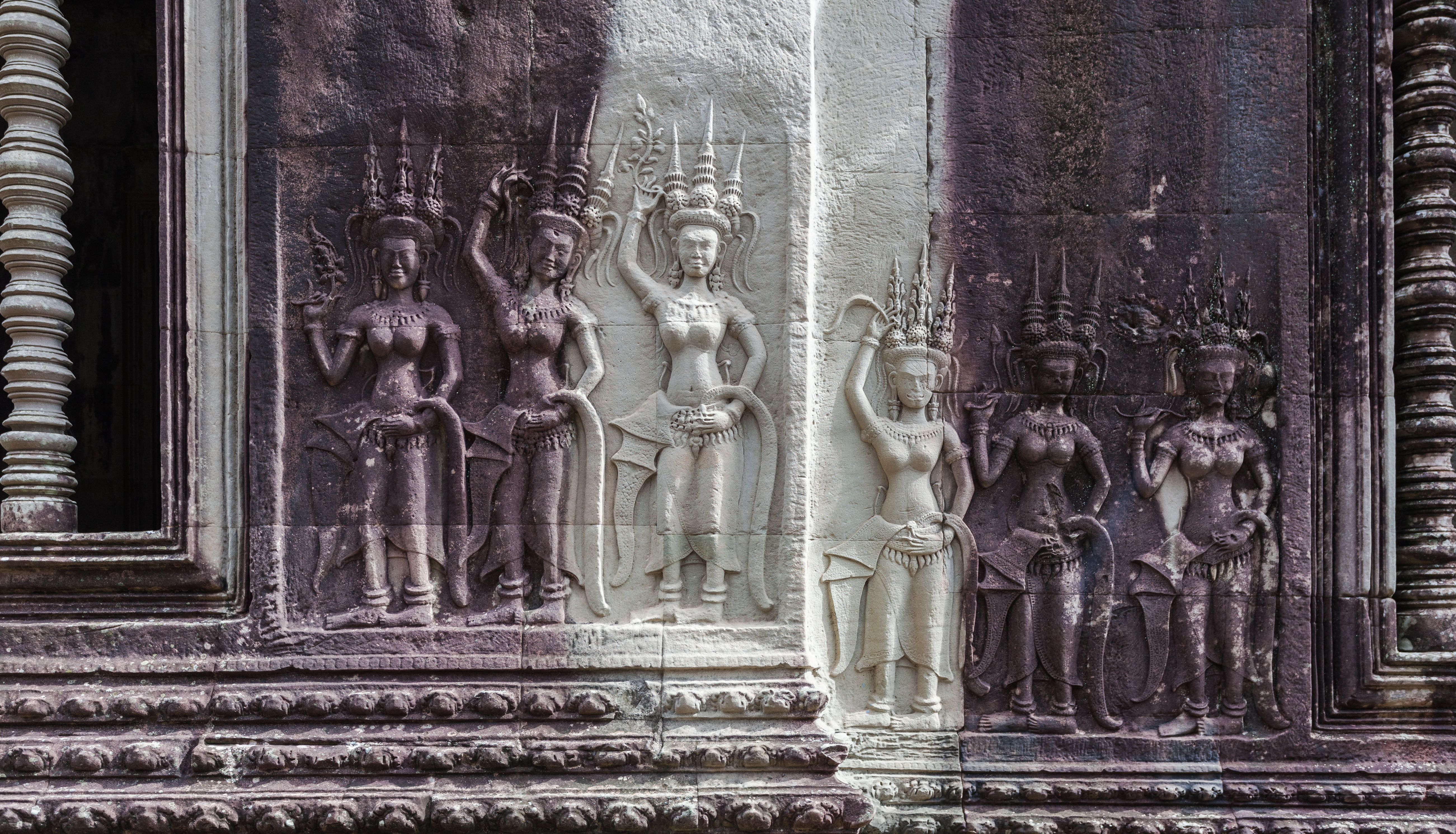
Devas esculpidas en una de las bibliotecas.

La mayor parte de las paredes del templo están decoradas con frisos en bajorrelieve de gran tamaño y muy buena factura.
Los bajorrelieves del recinto exterior, que adornan el corredor columnado perimetral (o quizás, mejor dicho, para cuyo visionado se habilitó el corredor perimetral), poseen dos metros de altura, y ocupan una extensión total de más de 1000 m². La parte nordeste del recinto exterior quedó sin esculpir a la muerte de Suryavarman II, siendo finalizada en el siglo xvi con bajorrelieves de inferior calidad artística. Con la excepción del muro sur, dedicado al rey, los relieves narran historias de los libros épicos hindúes Ramayana y Mahabharata, y al menos desde el siglo xvi estuvieron policromados, e incluso pudieron recibir algún tipo de barniz protector. Actualmente solo se aprecian restos parciales de color en zonas puntuales: se conoce la existencia de al menos tres colores: rojo, negro y dorado.
Entre los motivos esculpidos destaca la abundancia de figuras femeninas: algunas fuentes hablan de devatas, o diosas femeninas hindúes, de las que contabilizan 1500 en todo el templo, y otras de apsaras o bailarinas celestiales, contabilizando unas 2000.
Prácticamente toda la superficie del templo está ornamentada: en las zonas donde no aparecen bajorrelieves se esculpen formas y adornos arquitectónicos y geométricos de gran complejidad, y al igual que ha sucedido en otros lugares del mundo, el tallado en piedra ha importado parte de su repertorio formal de los materiales tradicionales: es común observar cómo en los tejados de las galerías, la piedra se esculpe imitando las tejas cerámicas, y también las puertas y ventanas de piedra imitaban las formas generadas por sus equivalentes en madera. En el repertorio formal del templo aparecen también motivos florales, limitados a decorar esquinas.

### Bajorrelieves exteriores

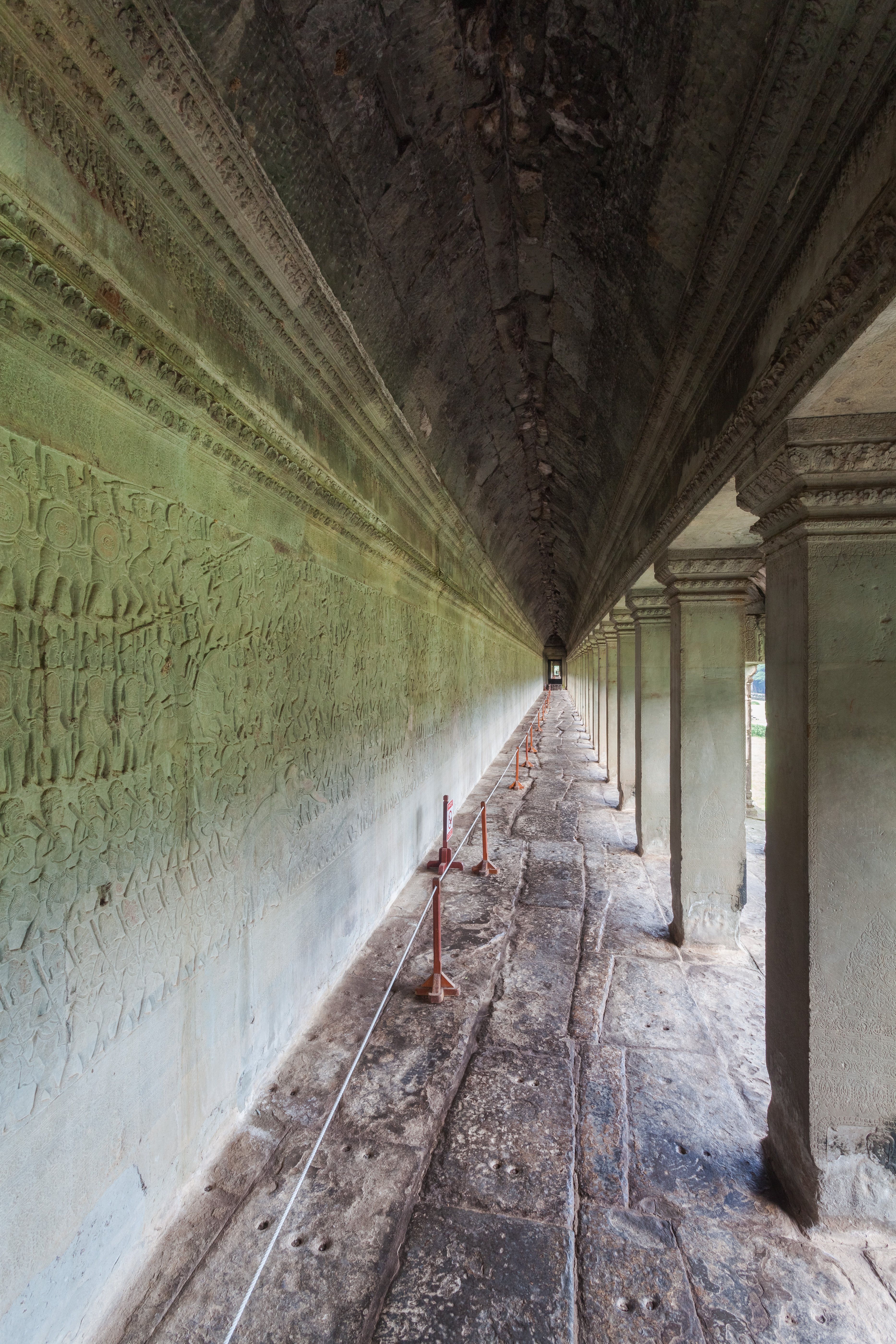
Galería de uno de los frisos exteriores.

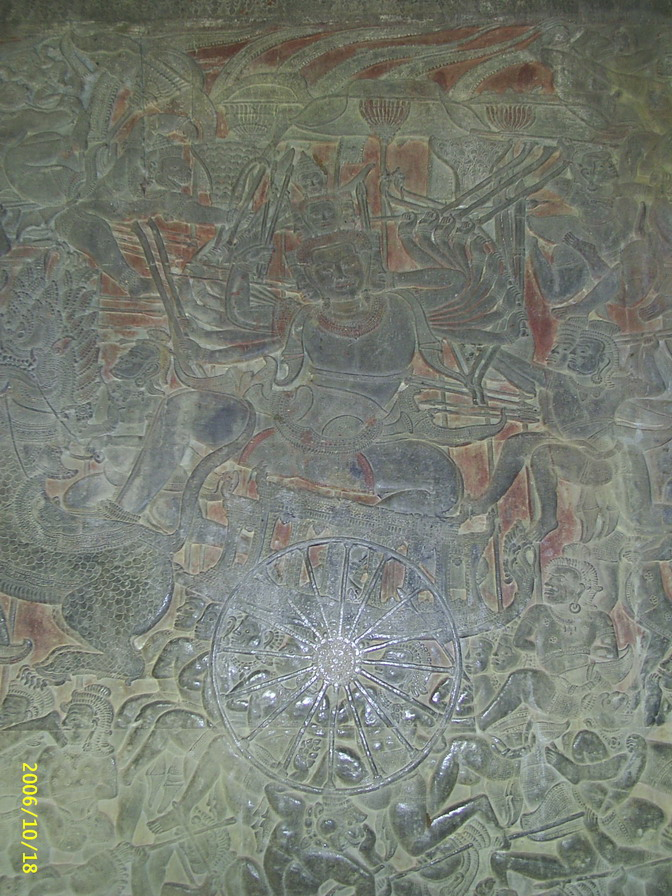
Ravana luchando en la batalla de Lanka.

Los bajorrelieves del recinto exterior se dividen en ocho enormes escenas principales (dos escenas por muro) y varias escenas menores, ubicadas en los pabellones de las esquinas. Recorridas desde la entrada principal y en sentido antihorario, las escenas principales se denominan:
- Batalla de Kurukshetra.

Este friso de 49 m describe un pasaje del libro Mahábharata en el que se narra la terrible batalla final de Kurukshetra entre los clanes rivales Pandavas y Kauravas. El ejército Kaurava avanza desde la izquierda y el Pandava por la derecha, y a medida que se encuentran en el centro se empieza a desarrollar la batalla.
- Procesión histórica.

Friso de 94 m que muestra un desfile del rey constructor del templo, Suryavarman II, junto con sus tropas. Se cree que este relieve fue esculpido poco después de su muerte.
- Cielos e infiernos.

En sus 64 m, muestra la escena del juicio de Yama, el dios de la muerte hindú, separando los merecedores del cielo o del infierno, así como escenas de los 37 cielos y los 32 infiernos de la religión hindú.
- Batido del océano de leche.

Un friso de 49 m que escenifica el exótico pasaje del Batido del océano de leche; una escena del Bhagavata-Purana en la que los dioses y los asuras se unen para batir el mítico "océano de leche" (kshirodadhi), utilizando para ello una montaña y a Vasuki, la reina de las nagas, como cuerda para hacerla girar. El relieve muestra cómo una vez que, tras batir el océano durante miles de años, aparece una copa llena de amrita o néctar de la inmortalidad, los dioses y los asuras empiezan a pelear por ella.
- Victoria de Vishnú sobre los asuras.

Muestra a Vishnú luchando contra un ejército de asuras. Es un relieve más tardío y de inferior calidad artística.
- Victoria de Krishna sobre el asura Bana.

Escena de 66 m, y también de inferior calidad, que muestra la batalla de Krishna y un asura de mil brazos llamado Bana, al que Krishna corta todos menos dos.
- Batalla de devas y asuras.

Friso de 94 metros donde figuran casi todos los dioses del panteón hindú luchando contra un ejército de asuras en una batalla sin determinar.
- Batalla de Lanka.

Muestra el clímax del libro Ramayana, en el que el dios Rama (encarnación de Vishnú), ayudado por un ejército de monos, derrota al demonio Ravana y rescata a su esposa Sita.

## Construcción

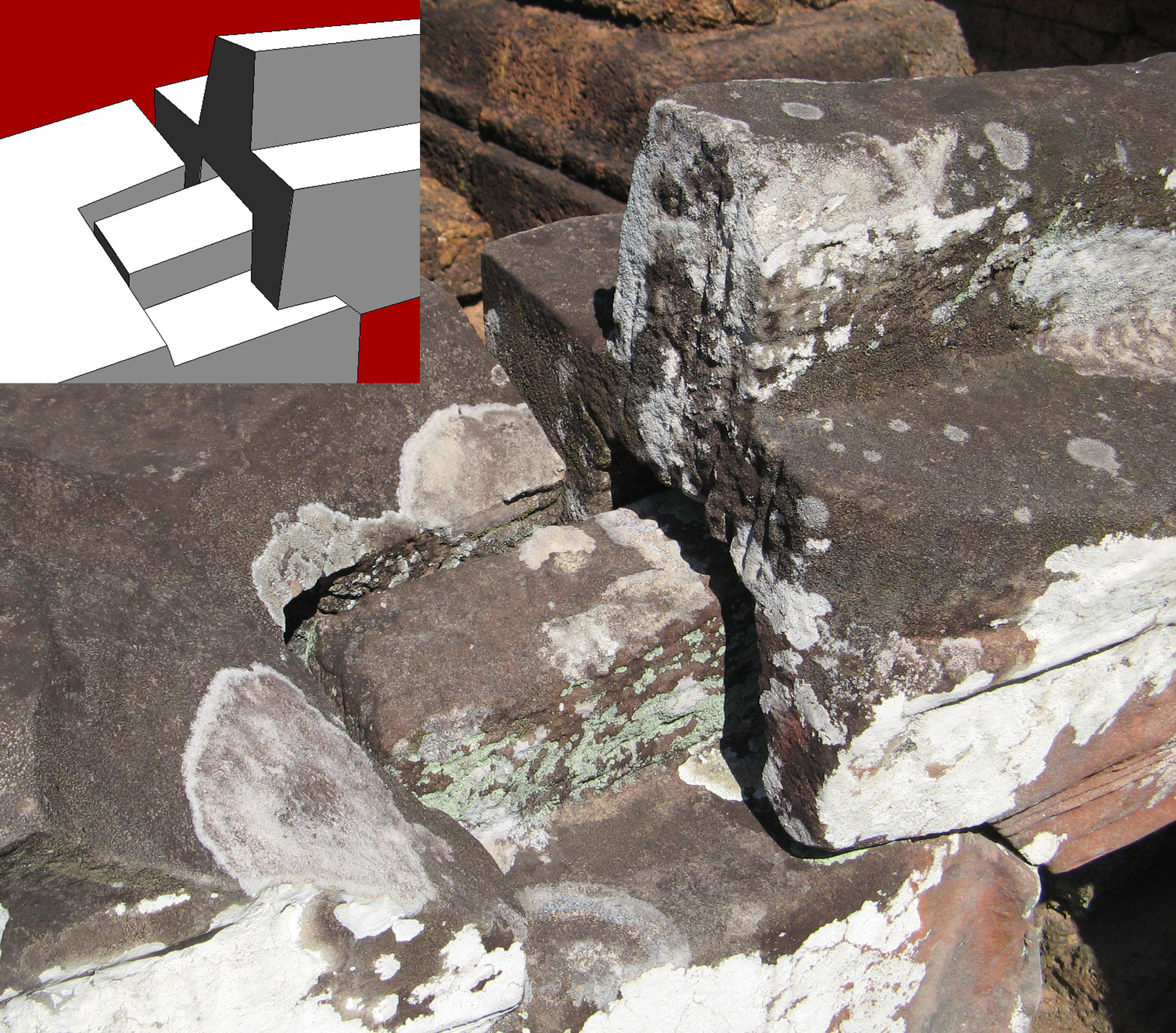
Cajeado labrado en piedra en el templo de Phimeanakas.

Aunque el muro exterior fue construido con laterita, y algunas fuentes hablan también de usos esporádicos de limonita, el templo está edificado casi en su totalidad en piedra arenisca. Los bloques, que llegaban a pesar 4 toneladas, eran transportados por canales desde una cantera situada a 40 km al nordeste del templo. Se calcula que el volumen de piedra utilizado (5 millones de toneladas) es equivalente al empleado para la construcción de la pirámide de Kefrén, en Guiza, lo que tuvo que requerir de miles de trabajadores. Un ingeniero contemporáneo estimó que la construcción de Angkor Wat en la actualidad requeriría 300 años, mientras que el templo real se construyó ( supuestamente) en menos de 40. [cita requerida]
Las piezas de arenisca eran cuidadosamente labradas para encajar perfectamente, pues en la mayor parte de la construcción no se empleó ningún tipo de mortero, utilizándose en ocasiones incluso sistemas de machihembrado del tipo caja y espiga para mejorar la trabazón entre las piezas. En los puntos donde se hizo uso de pastas de unión pudieron haberse empleado resinas. Los jemeres conocían los morteros, que confeccionaban con una mezcla de cal, azúcar de palma, y savia de lianas; una técnica heredada de siglos anteriores, cuando usaban ladrillos para construir sus templos. Sin embargo los morteros cayeron en desuso a partir del siglo x, y apenas se utilizaron en Angkor Wat.
Se empleó laterita en los cimientos, plataformas y en los muros exteriores de cerramiento. Estas piedras se cortaban en tamaños que oscilaban entre 30x40x60 cm y 40x50x80 cm, si bien se han encontrado piezas de hasta 2 m de longitud. Puesto que el acabado de la laterita es excesivamente tosco, los huecos practicados en muros de este material se remataban con arenisca. Muchos arqueólogos están convencidos de que los paramentos de laterita que están hoy al descubierto debieron estar guarnecidos con estuco, y probablemente también pintados.
También se ha documentado el empleo de madera en algunos techos del templo, así como tejas cerámicas y de plomo.
Como norma habitual, los bajorrelieves que decoran las paredes del templo no se añadían con posterioridad, sino que se esculpían in situ directamente sobre la roca del templo, como atestigua el templo inacabado de Ta Keo, donde se aprecia la volumetría ya terminada de las torres, aunque nunca llegaron a ser esculpidas.

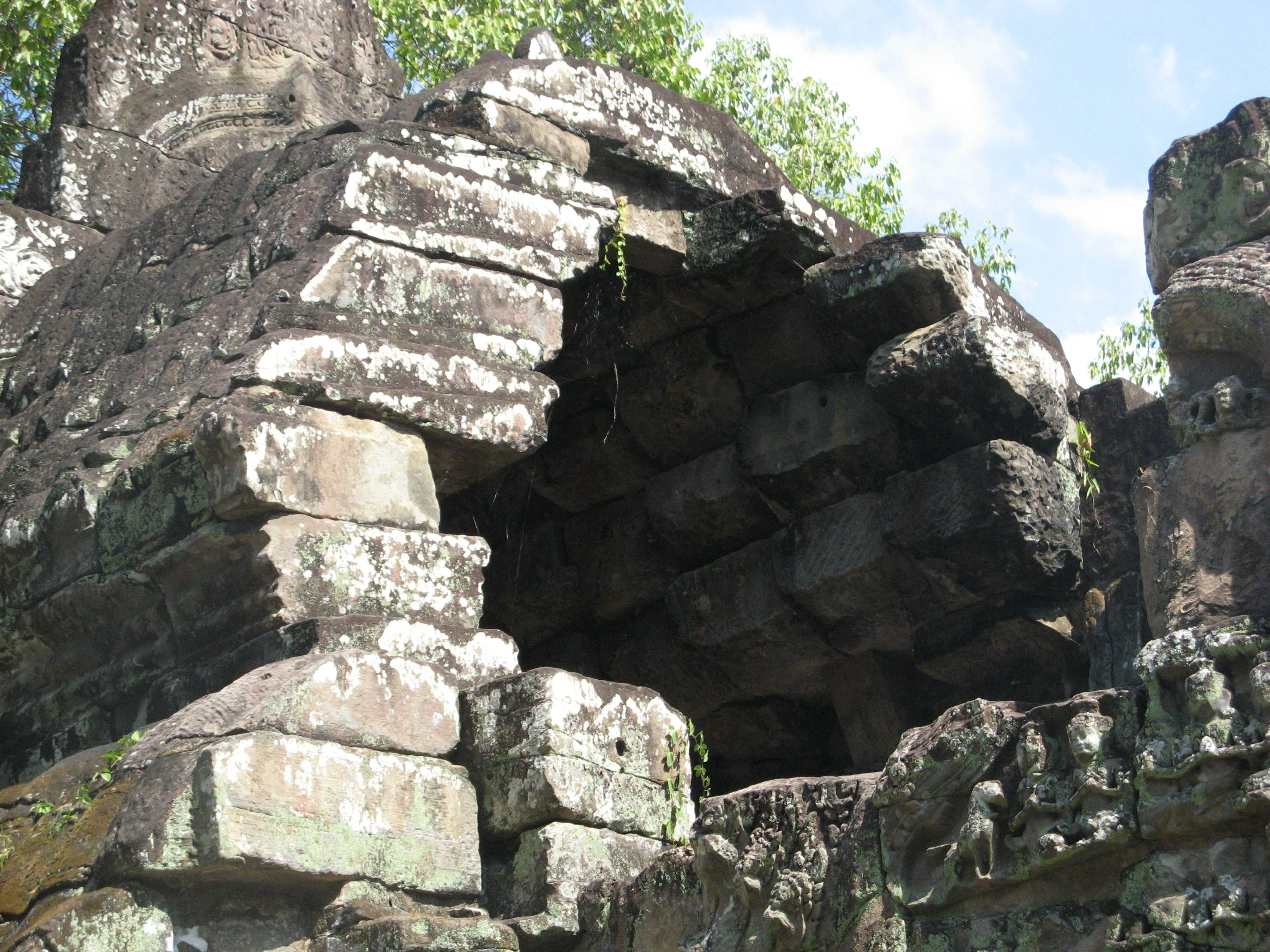
Cubierta en falsa bóveda en la zona de Angkor.

La morfología de los templos jemeres está indudablemente condicionada por su desconocimiento de la técnica del arco. Como consecuencia de esta desventaja, los jemeres no pudieron construir espacios interiores suficientemente amplios, y su arquitectura se compone de espacios exteriores y galerías. Tanto las bóvedas como las cúpulas, con forma de flor de loto, se construían mediante el sistema de falsa bóveda, aproximando ligeramente de forma escalonada las sucesivas hiladas de los muros, hasta conseguir un falso arco, pero con dovelas horizontales. Las galerías más estrechas, debido a su reducido tamaño, no precisaban de contrafuertes. Debido también a su pequeña dimensión, en estos corredores era común esculpir las piedras con forma curva para conseguir el efecto de bóveda. No ocurría así en las galerías más grandes, que dejaban las piezas con forma prismática. Estas galerías de mayor dimensión evitaban el empleo de contrafuertes disponiendo corredores paralelos más bajos, techados con una media bóveda que conseguía un efecto similar a los sistemas de arbotantes y contrafuertes de las iglesias pétreas occidentales. En el caso de las cúpulas, muy verticales, es el propio peso de las mismas el que consigue evitar el empleo de contrafuertes, al verticalizar la suma de tensiones directamente hacia el suelo.
Según modernas investigaciones, el gran lago perimetral cumplía también una función estructural: el clima monzónico de la zona, con una marcada época de lluvias y una época seca, generaba grandes movimientos en el suelo, que a medida que avanzaba la estación seca iba contrayéndose por la pérdida de agua. Estos movimientos anuales terminaban por arruinar los cimientos de los templos, provocando hundimientos y colapsos en las estructuras. La presencia de un gran lago, que nunca llega a secarse en la estación seca, permite que el suelo del templo permanezca estable durante todo el año, evitando así los problemas con la cimentación.

## Turismo

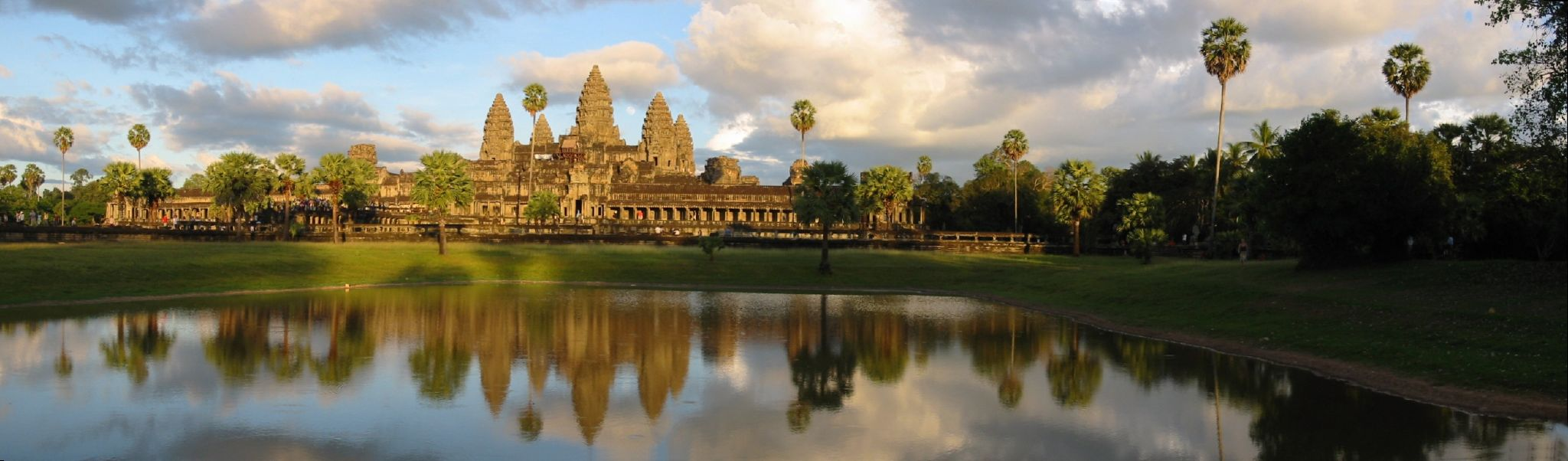
Vista del templo central desde el interior del recinto exterior.

Tras la relativa normalización de la situación política en Camboya, Angkor y su templo principal, Angkor Wat, se han convertido en un importante destino turístico: el complejo recibió 561 000 turistas en 2004, 677 000 en 2005, y cerca de un millón de turistas en 2008. Una cifra que casi alcanzó los 2,5 millones de turistas en 2017. Para evitar el desgaste producido por la masiva afluencia de turistas, y también con objeto de prevenir el vandalismo, se están empezando a proteger y acondicionar algunas zonas del templo particularmente delicadas. Aun así, pocos monumentos en la actualidad pueden ser observados tan libremente como los de Angkor. Entre las iniciativas que permitan disminuir la presión de visitantes en el templo se están barajando opciones como establecer distintos recorridos alternativos, o iluminar el templo con luz artificial para poder prolongar el horario de visita después de la puesta de sol.
Aunque el 28% de los ingresos por turismo se revierten en labores de conservación y restauración, todavía la mayor parte de los trabajos de mantenimiento se financian con fondos extranjeros.
El templo de Angkor Wat también ha servido de escenario para varias películas, como Lara Croft: Tomb Raider (2001), In the mood for love (2000), la francesa Dos hermanos (2004) o la serie coreana Iris 2 (2013).
Debido a que el Angkor Wat ha tenido un crecimiento significativo en el turismo en los últimos años, la UNESCO y su Comité Internacional de Coordinación para el Resguardo y Desarrollo del Sitio Histórico de Angkor (ICC), en asociación con representantes del gobierno real y APSARA, organizaron seminarios para discutir el concepto de "turismo cultural". Los seminarios buscaban evitar turismo masivo y comercial, y enfatizaron la importancia de proveer servicios para que el gobierno de Camboya pueda beneficiarse económicamente, mientras que se incorpora la riqueza de la cultura de Camboya. En el año 2001, este incentivo resultó en el concepto de la "Ciudad turística de Angkor" la cual sería desarrollada teniendo en cuenta la arquitectura tradicional Jemer, contendría complejos turísticos, y proveería hoteles de lujo capaces de acomodar a gran cantidad de turistas.
El prospecto de desarrollar complejos turísticos tan grandes se ha encontrado con preocupaciones de parte de APSARA y de la ICC, los cuales dijeron que las actividades dedicadas al desarrollo del turismo realizadas previamente en el área han ignorado los reglamentos de construcción y más proyectos de este tipo podrían potencialmente dañar el paisaje. También, la escala tan grande de este tipo de proyectos ha comenzado a afectar la calidad de los servicios básicos de electricidad y agua en los pueblos cercanos. Se ha visto que el turismo a tan alta frecuencia y la creciente demanda de servicios de alta calidad en el área, como por ejemplo el desarrollo de una gran autopista, han tenido un efecto directo en la mesa de agua subterránea, lo cual ha afectado la estabilidad estructural de los templos en Angkor Wat. Los habitantes de Siem Reap también han manifestado su preocupación al ver que el ambiente tranquilo de sus pueblos han sido afectados para acomodar al turismo. Ya que este tipo de ambiente es un punto clave en proyectos como la Ciudad turística de Angkor, los oficiales continúan discutiendo sobre cómo incorporar el turismo a futuro sin sacrificar la cultura y valores locales.
En el foro turístico ASEAN del año 2012, se acordó que Borobudur y el Angkor Wat se convertirían en sitios hermanos y sus provincias en provincias hermanas.

## Galería

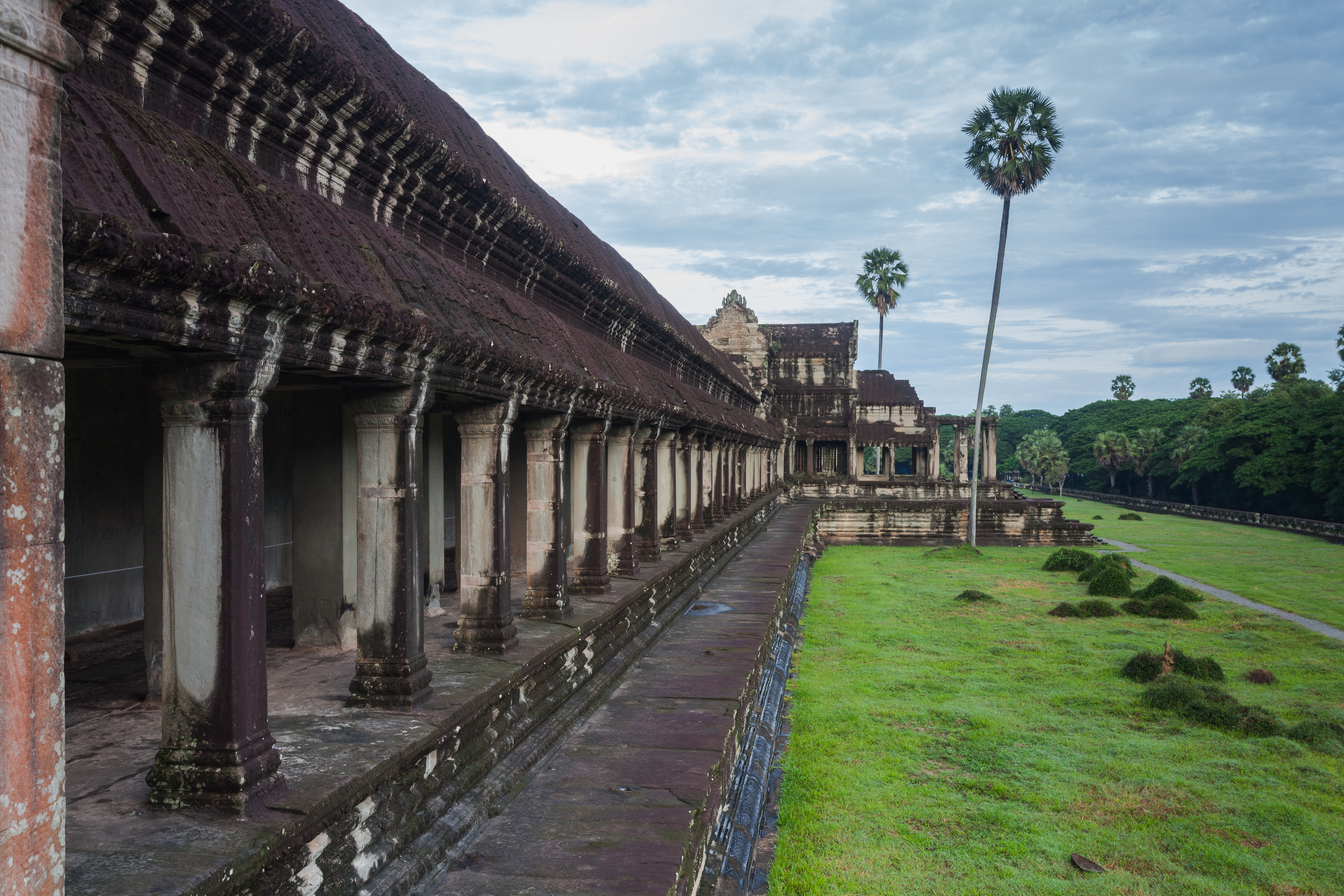
Vista del recinto exterior
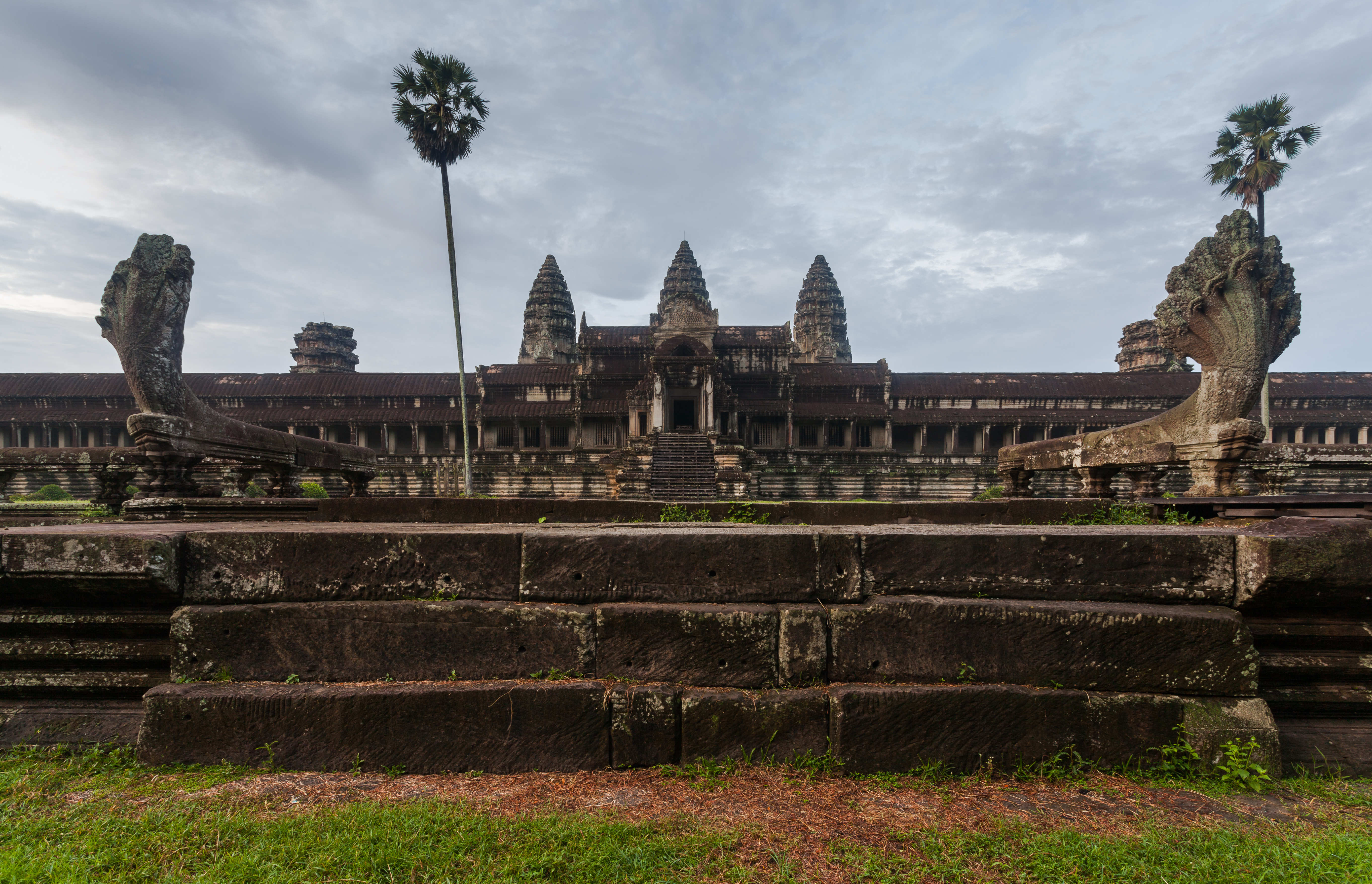
Vista exterior desde el bosque
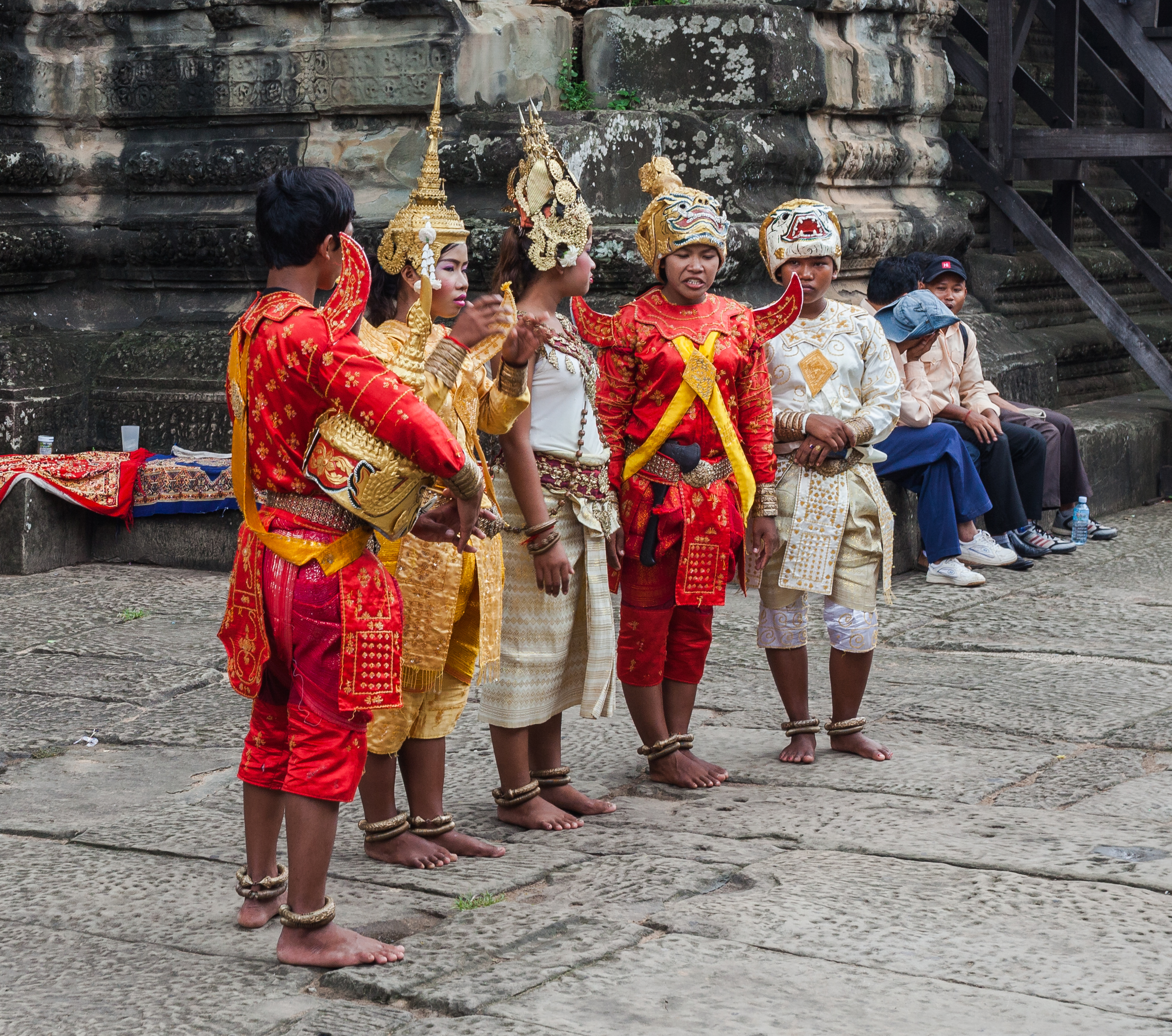
Trajes típicos
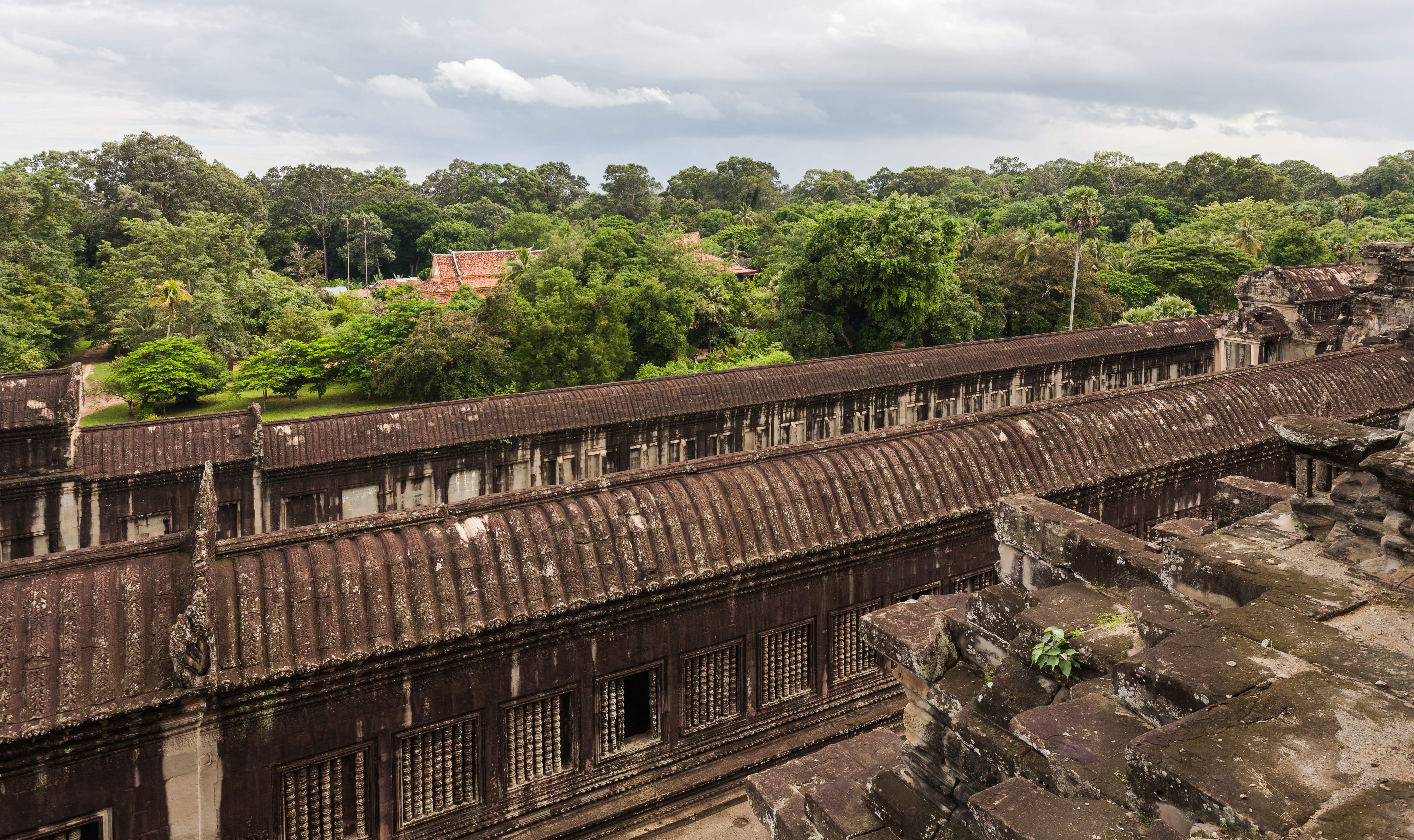
Vista de la muralla exterior desde la parte superior
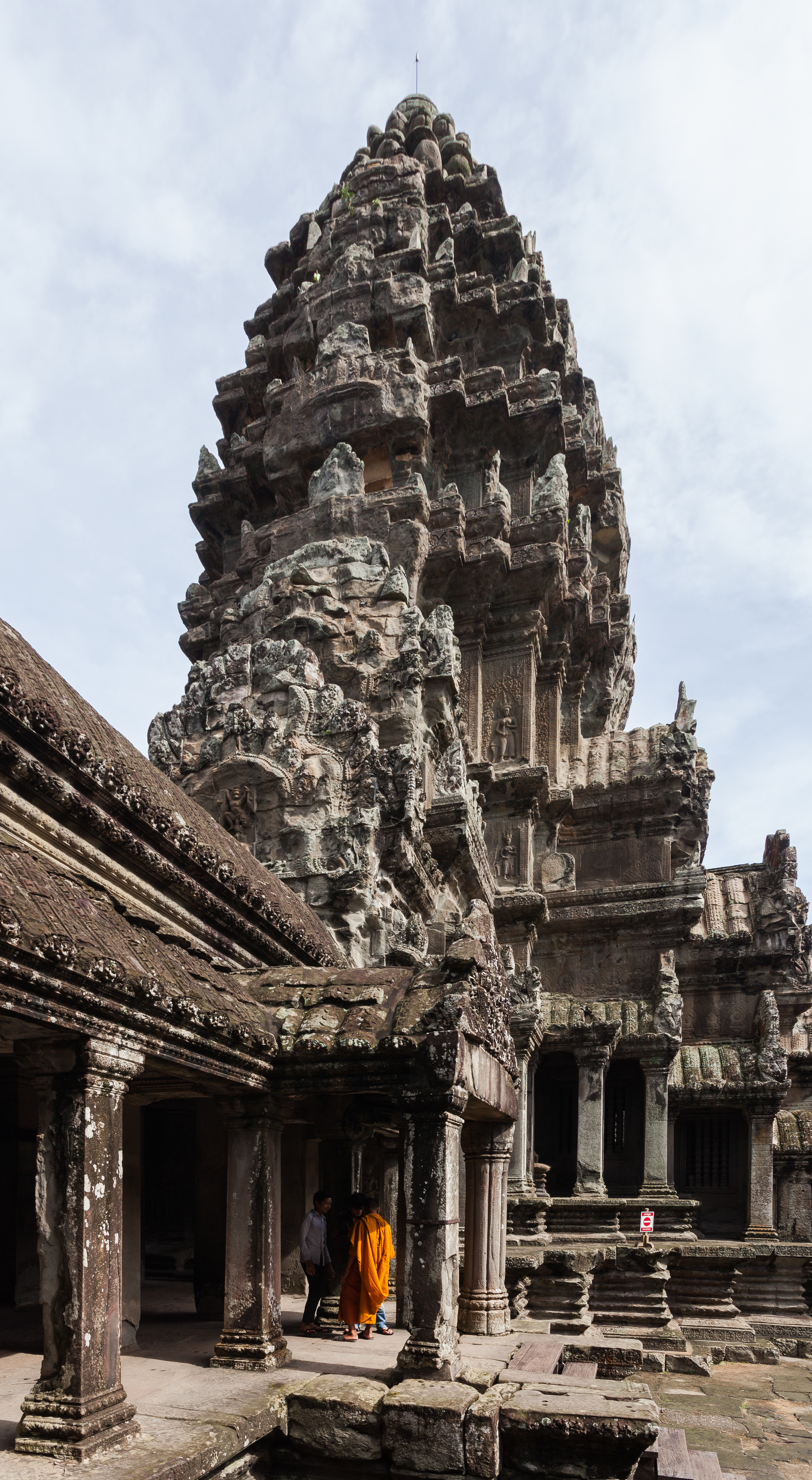
Monje en una de las torres
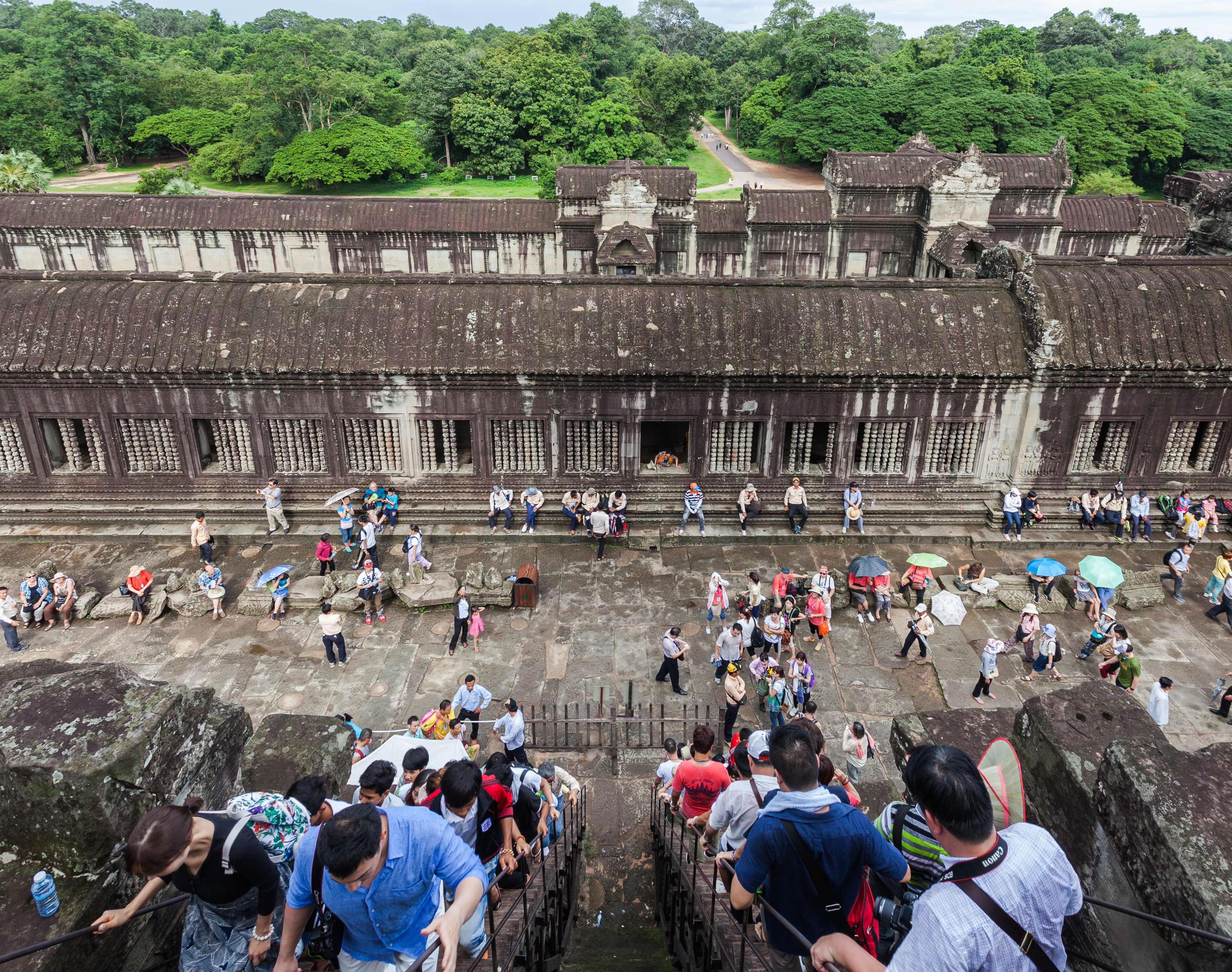
Turistas en Angkor Wat
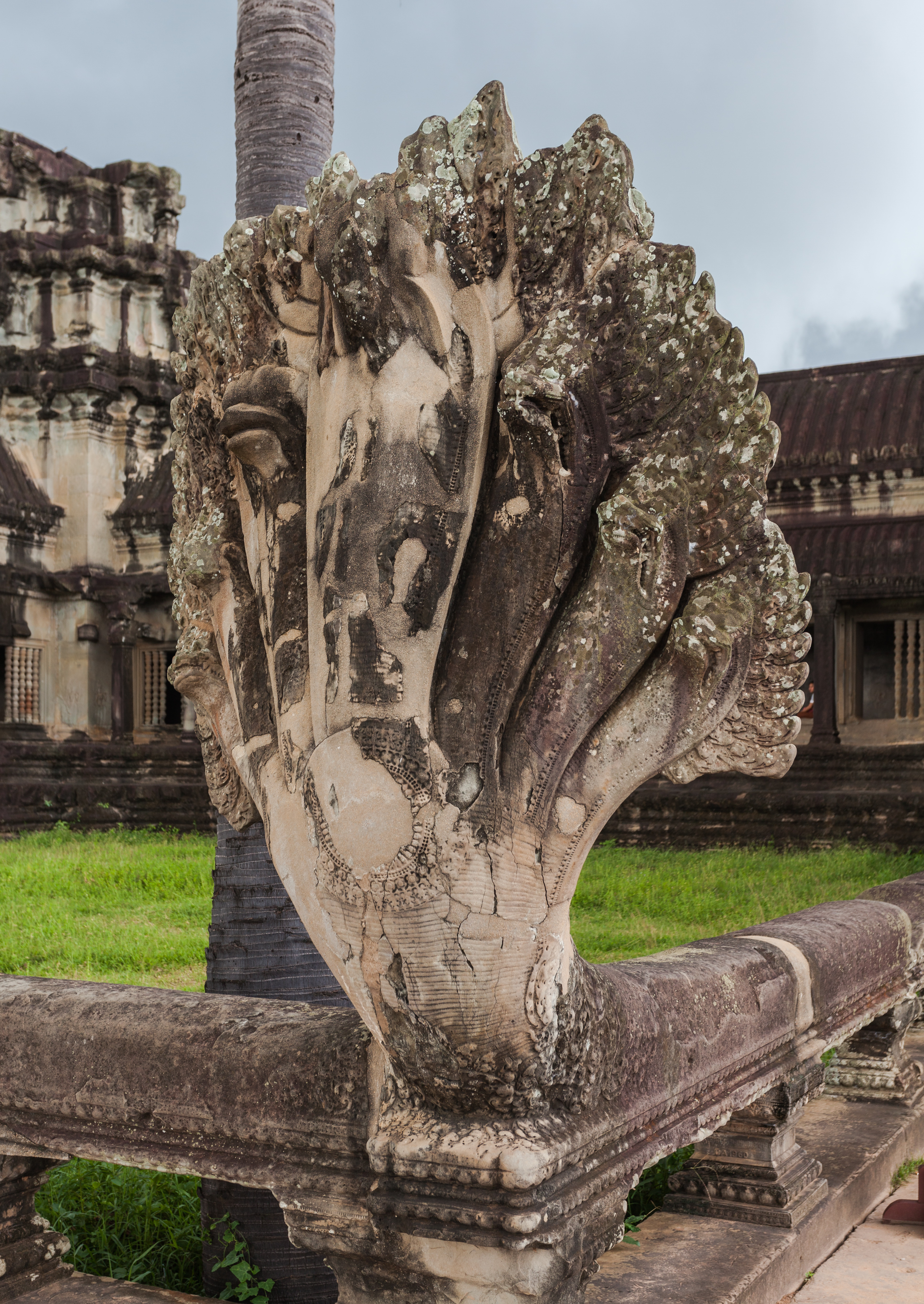
Naga
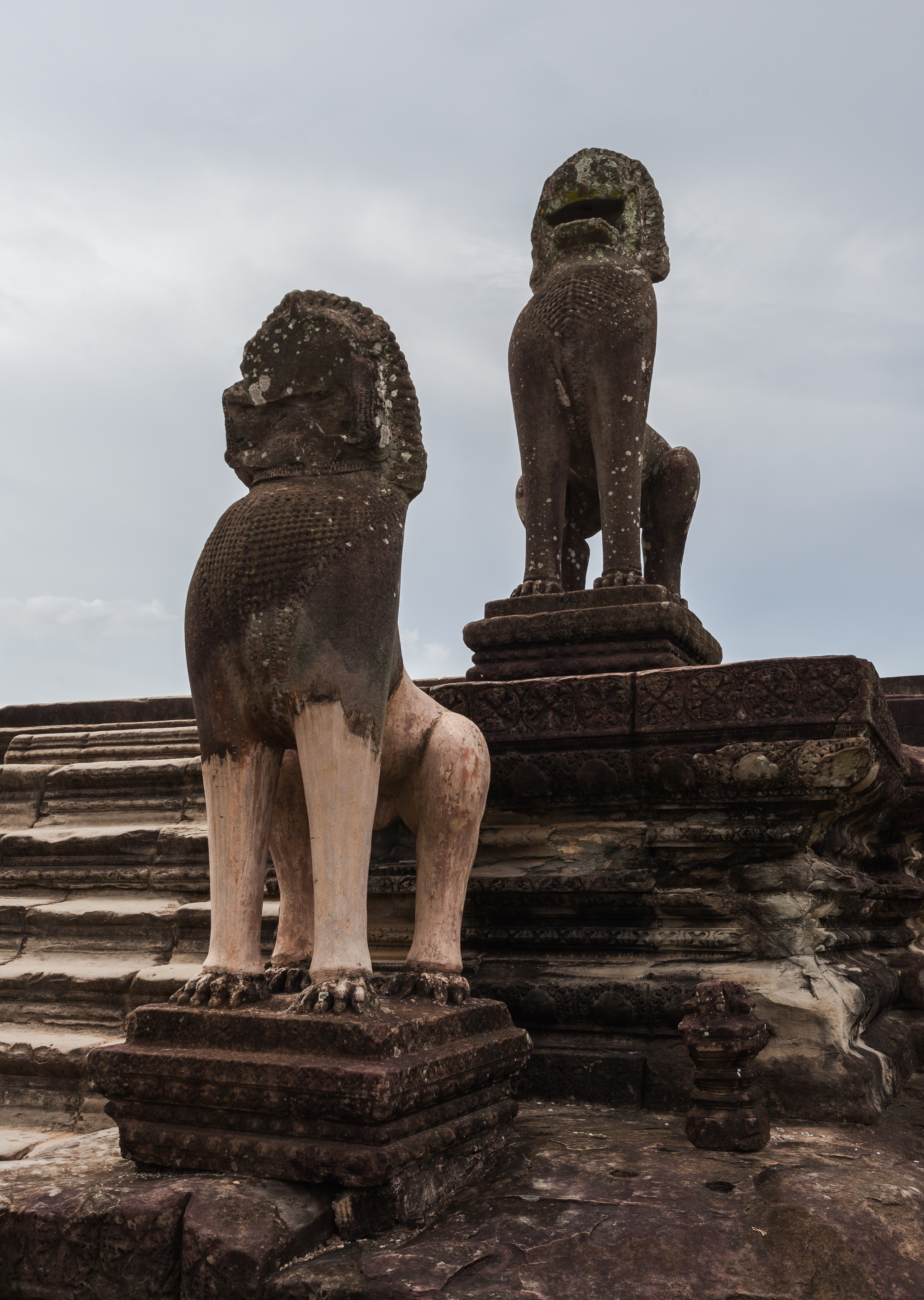
León guardián Khmer
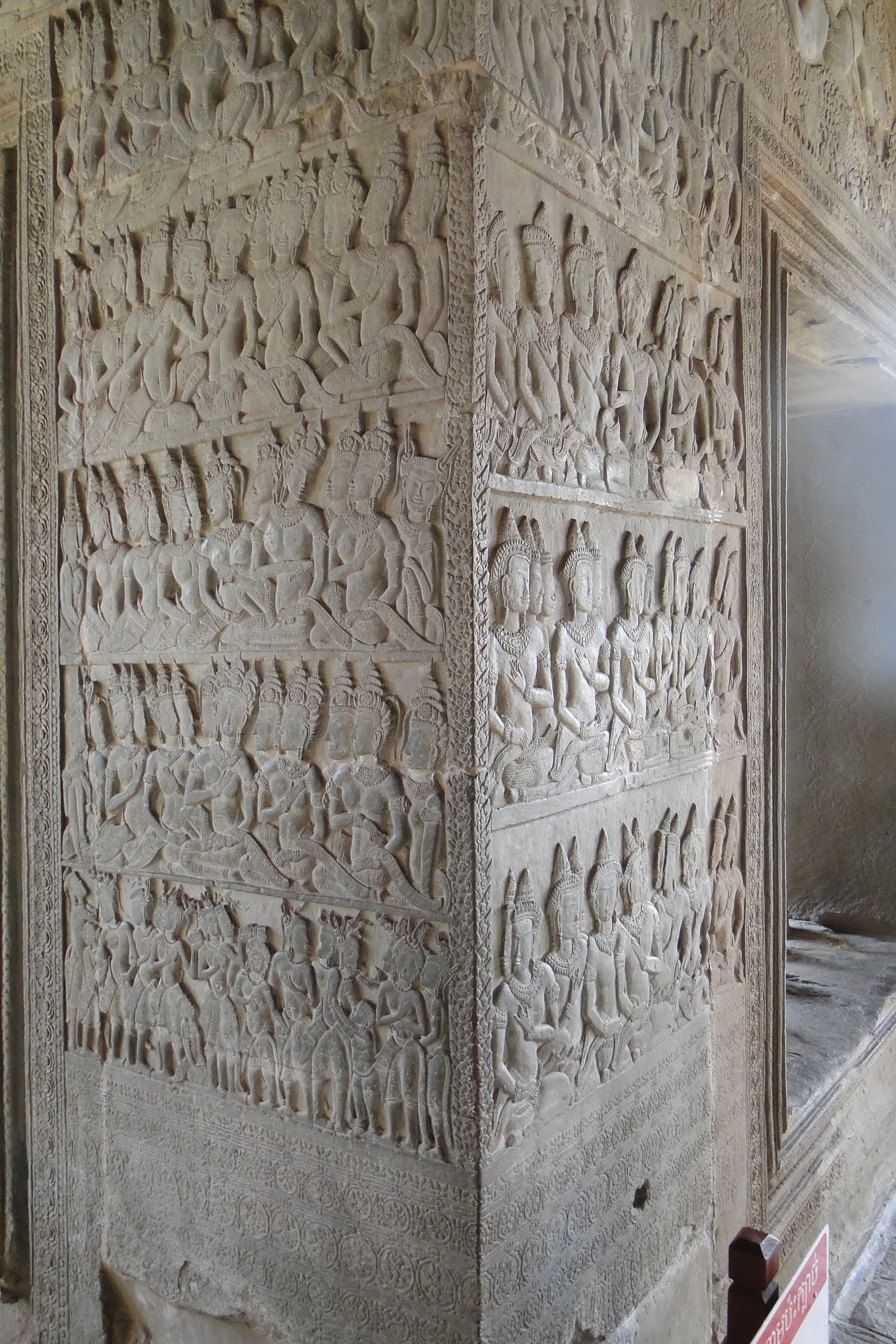
Bajorrelieves realizados en ángulo
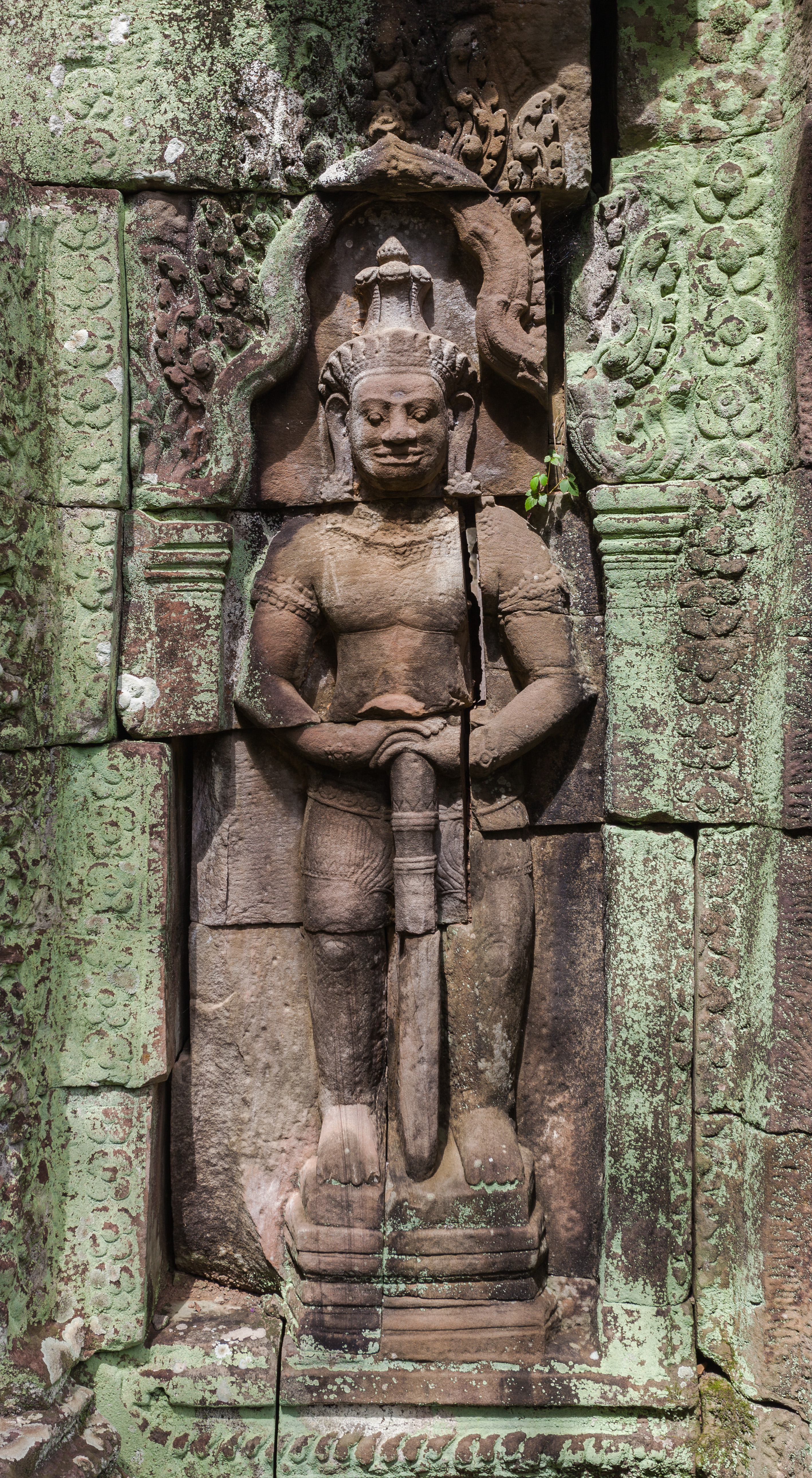
Bajorrelieve de una estatua Dvarapala (guardián)

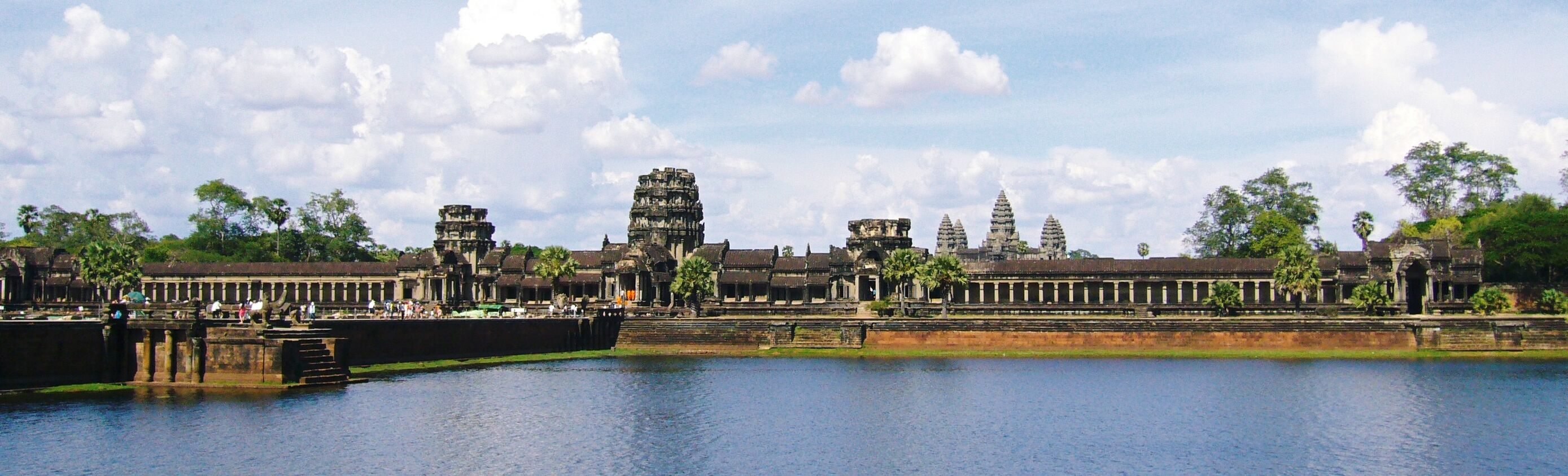
Panorámica de Angkor Wat